# Buffy – Im Bann der Dämonen
Buffy – Im Bann der Dämonen (kurz Buffy) ist eine US-amerikanische Fernsehserie nach der Idee von Joss Whedon. Sie wurde als Buffy the Vampire Slayer (deutsch: Buffy die Vampirjägerin) im März 1997 erstmals auf The WB ausgestrahlt. Es geht um die mit mystischen Kräften ausgestattete Vampirjägerin Buffy, die gemeinsam mit ihren Freunden gegen dunkle Mächte – darunter besonders Vampire und Dämonen – und die Probleme des Erwachsenwerdens kämpft. Die Serie brachte sieben Staffeln, einen Spin-off (Angel) und mehrere Comicserien hervor. Die Serie erfuhr eine überwiegend positive Rezeption; ihr wird vielfach ein Kultstatus zugeschrieben und sie wurde 2018 in die Science Fiction and Fantasy Hall of Fame aufgenommen.

Originallogo

## Entstehungsgeschichte
Joss Whedon schrieb ein Filmdrehbuch, in dem es darum ging, dass das Mädchen in einem Horrorfilm nicht schreiend davon rennt, sondern sich zur Wehr setzt. Da Whedon einiges an Dialogwitz in seinen Scripten unterbringt, wurde vieles von der Regisseurin Fran Rubel Kuzui als reine Komödie verstanden. Dadurch wirkte der Film (Buffy – Der Vampir-Killer) mit Kristy Swanson als Buffy unfreiwillig komisch und ging Ende 1992 im Kino unter.
Als Gail Berman für das damals noch recht junge Network The WB neue Serien suchte, kam sie auf Buffy. Whedon durfte ein 30-minütiges Demo produzieren. Da auch damals keiner außer Whedon selbst an den Erfolg glaubte, gelang es ihr, sich als Produzent mit den kreativen Entscheidungen als wichtigster Entscheider zu positionieren. Es wurden ein zweistündiger Pilotfilm und zehn Folgen produziert, trotzdem ging die Serie im Herbst 1996 nicht auf Sendung, sondern erst im Frühjahr 1997 und wurde im Sommer verlängert. Für Buffy gründete Joss Whedon seine eigene Produktionsfirma Mutant Enemy.

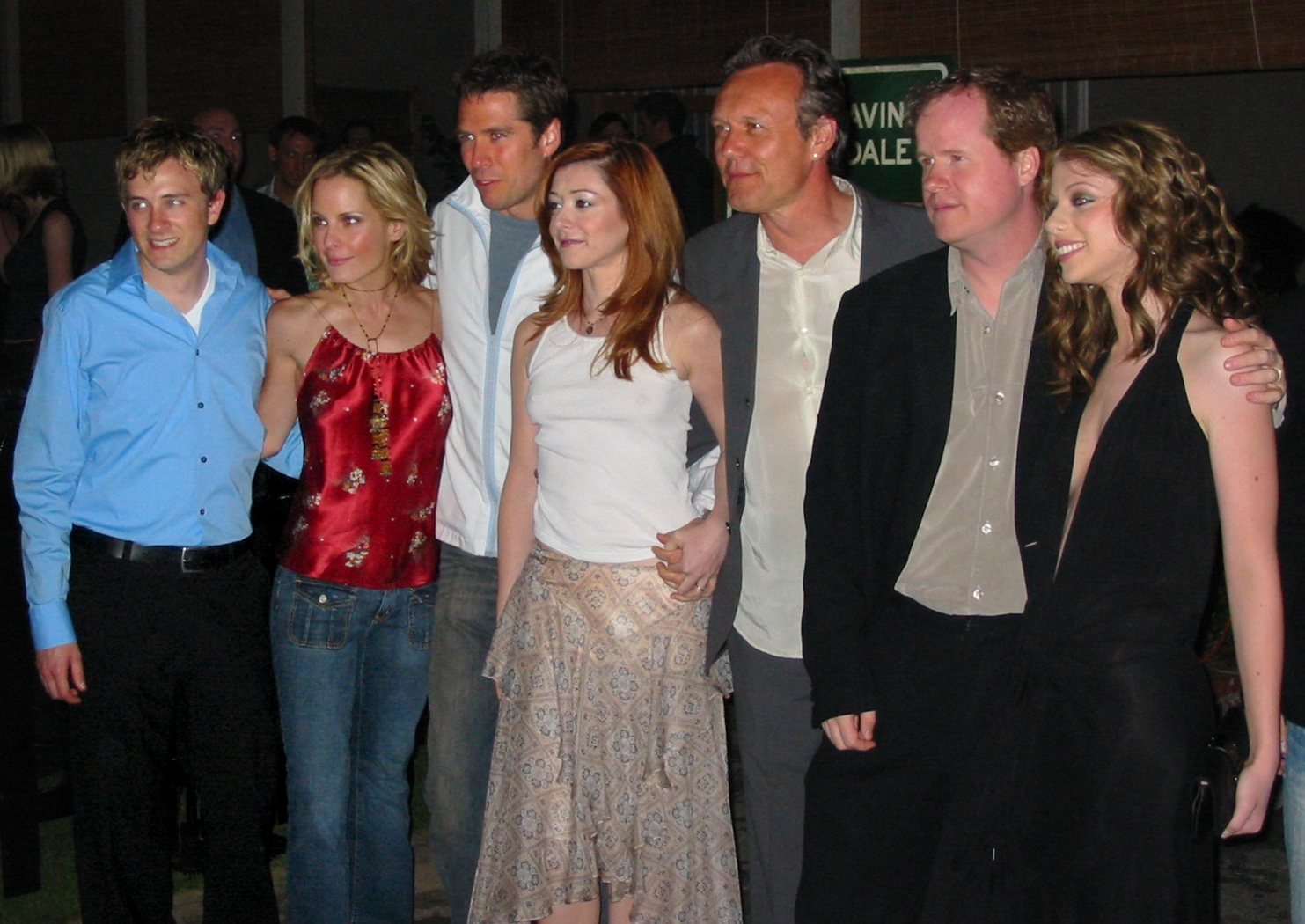
Gruppenbild der Darsteller

Das Budget war gerade in den ersten Staffeln sehr niedrig. Whedon legte von Anfang an großen Wert auf die Erzähltechnik, da man sich von der Tricktechnik und den Schauspielern her nicht mit anderen Serien messen konnte. Bei Drehbeginn war Anthony Stewart Head (Giles) der Einzige, der eine größere schauspielerische Vergangenheit hatte. Trotzdem erwiesen sich die meisten Darsteller als Glücksgriff. Nur die Darstellerin der Willow entsprach nicht den Vorstellungen: sie wurde nach dem ursprünglichen Pilotfilm, der nie ausgestrahlt wurde, gegen Alyson Hannigan ausgetauscht.
Zu dem Produktionsteam der ersten Staffel zählten neben Whedon der ehemalige Akte X-Produzent Howard Gordon (24, Da Vinci Code) und David Greenwalt (Akte X) als Autor. Im Verlauf der späteren Staffeln von Buffy und dem späteren Spin-off Angel kamen weitere Autoren wie Tim Minear (Akte X, Titan A.E.), Jane Espenson (Star Trek, später Gilmore Girls, O.C., California), David Fury (Akte X, später Lost, 24), Steve DeKnight (später Smallville) und Drew Greenberg (Alias, Lost) ins Autorenteam. Der Reiz für die Drehbuchautoren lag oftmals darin, dass sie bei Buffy ihren Episoden einen eigenen Stempel aufdrücken durften. So sind zum Beispiel besonders lustige Folgen meist von Jane Espenson.

### Hintergrund

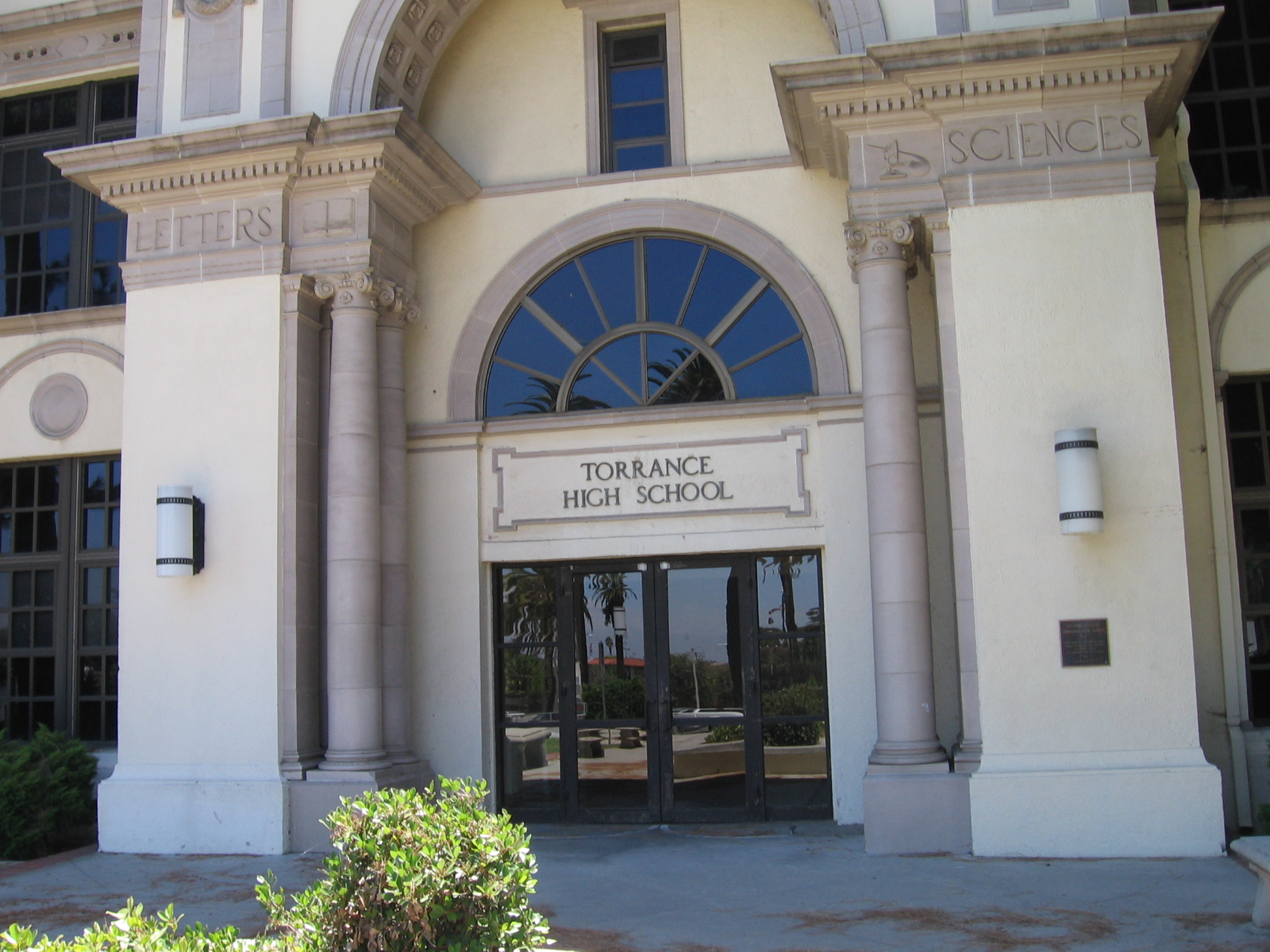
Die Torrance High School, ein beliebter Drehort für Außenszenen

Neben Auseinandersetzungen mit Dämonen und Vampiren, welche oft als Metaphern für reale Teenagerängste stehen, geht es auch um ganz normale Jugendprobleme und das Erwachsenwerden. Wegen der vielen unterschiedlichen Thematiken lässt Buffy sich nicht einem Genre zuordnen. Einige Episoden sind sehr humorvoll; bei anderen stehen Horror, Action, Drama oder Soap im Vordergrund. Die Genres werden in vielen Folgen vermischt.
Neben den Metaphern für Jugendängste werden auch oft Themen aus Superhelden-Comics aufgegriffen. Dies geschieht durch Gespräche zwischen den Charakteren, die oft ihre Situationen mit denen aus Comics oder Filmen vergleichen oder aufzeigen, wie die Helden ähnliche Probleme lösen würden. Auch ganze Storylines wurden aus Comics übernommen. Dark Willow aus der sechsten Staffel ist zum Beispiel die Buffyversion der Phoenix-Saga aus den X-Men-Comics. Dieser enge Bezug kommt aus Joss Whedons Jugend, in der er mit den X-Men-Comics aufwuchs. So ist Buffy auch von Kitty Pryde inspiriert. Weitere Anspielungen und Querverweise gibt es in zahlreiche Richtungen der Popkultur.
Die Charaktere wachsen und entwickeln sich mit den Jahren von Teenagern zu Erwachsenen. Keiner der Charaktere ist ausnahmslos gut oder böse, alle treffen im Verlauf der Serie auch moralisch falsche Entscheidungen. Fehlentscheidungen vergangener Staffeln werden oft hervorgeholt und thematisiert. Viele Zuschauer wurden mit den Figuren erwachsen und entwickelten parasoziale Beziehungen.

### Rahmengeschichte
In der Rahmengeschichte geht es um den – im weitesten Sinne – ewigen Kampf zwischen Gut und Böse, welcher von einer einzelnen, auserwählten Vampirjägerin ausgefochten wird. Die Serie erzählt von der anfangs 16-jährigen Jägerin Buffy Summers, die nach der Scheidung ihrer Eltern mit ihrer Mutter nach Sunnydale in Kalifornien zieht. Dort trifft sie auf neue Freunde, einen neuen Wächter (Ausbilder) und erfährt, dass die Stadt auf einem Höllenschlund (Tor zur Hölle) gebaut wurde.

### Die Jägerin
In jeder Generation wird ein Mädchen von höheren Mächten dazu auserwählt, die Welt vor Dämonen und Vampiren zu beschützen. Wenn eine Jägerin stirbt, wird die nächste aus dem Kreis der potentiellen Jägerinnen berufen. Meistens befinden sich die Mädchen dann bereits seit Jahren im Training. Buffy wurde allerdings erst entdeckt, nachdem sie von den Mächten schon ihre Kräfte bekommen hatte.
Der Ursprung der Jägerin liegt im Anbeginn der Zeit, als die Erde noch von Dämonen beherrscht wurde. In Afrika wurde von den Schattenmännern ein Mädchen, die erste Jägerin, mit der Kraft eines Dämonen ausgestattet. Hierbei verlor sie jedoch auch ihre Menschlichkeit und entwickelte animalische Instinkte. Im Laufe der Zeit wurden die Jägerinnen etwas schwächer und die animalischen Triebe nahmen ab. Der Mythos erzählt, dass unter vielen unbekannten Mädchen auch Jeanne d’Arc (Johanna von Orleans) eine Auserwählte war.
Die Jägerin verfügt über übernatürliche Kräfte, besonders scharfe Sinne, Selbstheilungskräfte und prophetische Träume.
Um die Jägerinnen auszubilden, wurde der Rat der Wächter gegründet. Jede Jägerin bekommt einen Wächter zur Seite gestellt, der sie trainiert und im Kampf gegen das Böse unterstützt.

### Über die Dreharbeiten
Nachdem im Juli 2020 der Schauspieler Ray Fisher an die Öffentlichkeit trat und über belästigendes Verhalten von Whedon am Filmset zu Justice League berichtete, wurden Berichte von den Dreharbeiten zu Buffy und Angel bekannt, in denen u. a. frauenverachtendes, herabwürdigendes und generell aggressives Verhalten Whedons geschildert werden. Ferner wurde mitgeteilt, er sei mit den Dreharbeiten zu Buffy und den damit verbundenen künstlerischen Freiheiten überfordert gewesen. Zugleich hätte er seine Position als Macher machtvoll ausgenutzt. Seine damalige Ehefrau berichtet über Affären, die er in dieser Zeit hatte und die zur Trennung der beiden führten.

## Ausstrahlung
In den USA lief die Serie in den ersten fünf Jahren bei The WB. Bei Warner war man unentschlossen, ob man Buffy enden lassen oder für weitere Staffeln unterschreiben sollte. Dies führte dazu, dass das Ende der fünften Staffel auch als Serienfinale funktionierte. Als UPN sich für eine Fortsetzung interessierte, stieg auch The WB in das Pokerspiel um Buffy ein. Für die sechste und siebte Staffel wurde die Serie an UPN verkauft. Dies verhinderte Crossovers zwischen Buffy und dem Spin-off Angel. Erst zum Serienende durfte Angel in Buffy auftauchen.
UPN bezeichnete den Kauf von Buffy später als Fehlinvestition, da die Serie schon zu weit fortgeschritten für ein neues Publikum war. Joss Whedon und Sarah Michelle Gellar waren der Meinung, nach sieben Jahren alles erzählt zu haben und suchten neue Herausforderungen. Auch wenn nach einem Sendeplatz für weitere Spin-offs gesucht wurde, gab es kein Interesse bei den Fernsehsendern, trotz stabiler Zuschauerzahlen und treuer Fans.
Buffy wurde in Deutschland bis zum Ende der letzten Staffel auf ProSieben gezeigt. Die ersten drei Staffeln wurden am Samstagnachmittag gezeigt. Mit Beginn der vierten Staffel kam nicht nur der thematische Umbruch von der Highschool zum College, sondern auch der Wechsel der Sendezeit in die Prime Time am Mittwoch. Abhängig von der Sendezeit waren einige Szenen mit Gewaltdarstellung zensiert.
Die Serie ist seit April 2010 auf DVD erhältlich, seit Oktober gibt es eine Komplett-Box mit allen 7 Staffeln.

## Auszeichnungen
Trotz der hohen künstlerischen Anerkennung, welche insbesondere die Drehbücher betrafen, und mehrfachen Nominierungen bekam Buffy nie einen Emmy-Award in den Hauptkategorien. Die größte Chance hatte Buffy mit der Musical-Folge Noch einmal mit Gefühl. Hier unterlief allerdings eine Panne und die Folge erschien nicht auf den Wahlzetteln. Buffy-Autor David Fury bekam den Preis für eine Lost-Folge. Joss Whedon war für Toy Story für den Oscar nominiert. Allerdings tauchten regelmäßig Episoden auf diversen Toplisten der Kritiker auf. Dreimal von sieben Nominierungen wurde der Saturn Award gewonnen und einmal der Hugo Award, beides begehrte Preise für TV- und Mysteryserien in den USA. 2018 wurde die Serie in die Science Fiction and Fantasy Hall of Fame aufgenommen.

## Figuren

### Buffy Summers

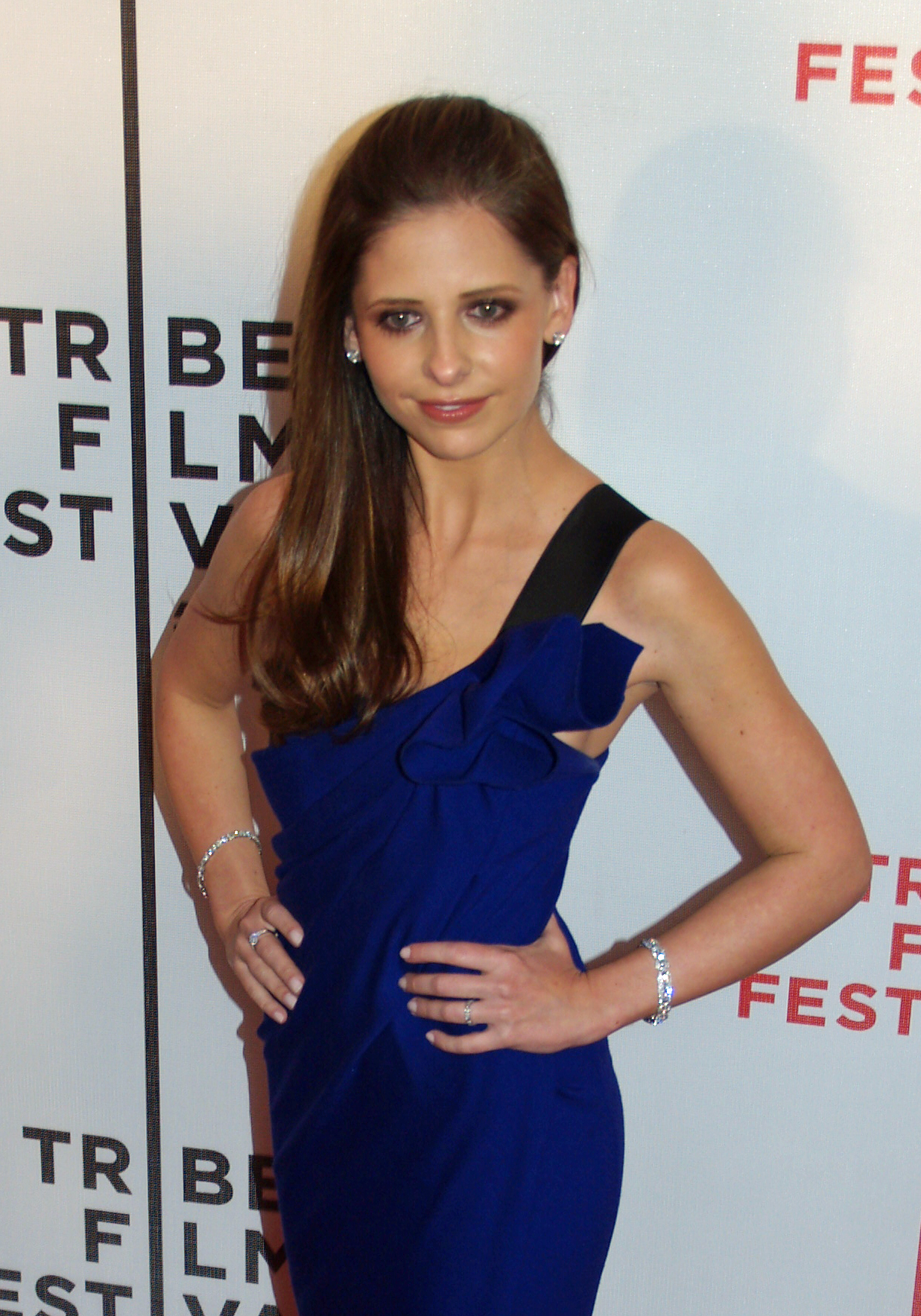
Sarah Michelle Gellar (Tribeca Film Festival, 2007)

Buffy Summers ist ein einfaches, normales Mädchen mit Problemen wie jedes andere in ihrem Alter auch. Mit ihrem „Job“ als Jägerin fühlt sie sich oft überfordert, da sie sich wünscht, ein Leben wie ein normaler Teenager zu führen.
Buffy Anne Summers wurde 1981 als einziges Kind von Hank und Joyce Summers geboren und wuchs in Los Angeles auf. Auf ihrer dortigen Schule war sie sehr beliebt. In der neunten Klasse erfuhr sie von ihrem ersten Wächter Merrick, dass sie zur Jägerin berufen wurde. Ihre Berufung hielt Buffy vorerst geheim. Bei der Vernichtung eines uralten Vampirs starb Merrick und Buffy brannte die Turnhalle nieder, die zu dem Zeitpunkt voller Vampire war. Daraufhin wurde sie der Schule verwiesen und ihre Eltern ließen sich scheiden. Zu Beginn der Serie ist sie soeben mit ihrer Mutter nach Sunnydale gezogen und kommt neu auf die Sunnydale Highschool.
Bereits an ihrem ersten Schultag bekommt sie es mit Vampiren und ihrem neuen Wächter, Rupert Giles, dem Bibliothekar der Schule, zu tun. Buffy, die sich einen Neuanfang und ein normales Leben in Sunnydale erhofft hat, will ihrer Berufung anfangs nicht wieder nachkommen. Doch schließlich nimmt sie den Kampf gegen das Böse auf. Bei ihren Mitschülern ist sie bald als „Freak“ verschrien und wird so zur Außenseiterin der Schule. In Xander und Willow findet Buffy jedoch treue Freunde, die sie auch im Kampf gegen das Böse unterstützen.
Zu Beginn lernt Buffy ebenfalls den geheimnisvollen Angel kennen, der ihr oft hilft. Sie verlieben sich ineinander. Als sie erfährt, dass Angel ein Vampir ist, führt dies zu Konflikten. Schlimmer wird es, als Angel seine Seele verliert und die Welt vernichten will. Am Ende der dritten Staffel trennen sich die beiden endgültig.
Buffy hat eine sehr enge Bindung zu ihrer Mutter und ihrer erst in der fünften Staffel auftauchenden Schwester Dawn. Als ihre Mutter stirbt, übernimmt Buffy die Erziehungsberechtigung. Um ihre Schwester zu retten, opfert Buffy sich am Ende der fünften Staffel, wird allerdings in der sechsten Staffel von ihren Freunden wiederbelebt. Nachdem sie im Paradies war, ist der Alltag mit Dämonen, Geld- und Erziehungssorgen die Hölle für sie. Zu all den Problemen fühlt sie sich noch zu ihrem Erzfeind Spike hingezogen. Am Ende der Serie wird sie von ihrer Berufung befreit, da dann alle Mädchen, die als Jägerinnen vorgesehen sind, ihre Kräfte gleichzeitig verliehen bekommen. Die letzte Einstellung der Serie ist ein seltenes und ehrliches Lächeln von Buffy.
Als Vorbild für den Charakter Buffy diente Joss Whedons „Jugendliebe“ Kitty Pryde von den X-Men. In der Serie gibt es mehrere Rückblenden in Buffys Kindheit. Hierbei wird Buffy jedes Mal von einer anderen Schauspielerin dargestellt. Die bekanntesten sind die beiden erwachsenen Buffys Kristy Swanson (Kinofilm) und Sarah Michelle Gellar (Serie). Interessanterweise heißt Kitty Pryde mit vollem Namen Katherine Anne Pryde und hat somit denselben Zwischennamen wie Buffy. Der Nachname Summers kommt ebenfalls bei den X-Men vor: Scott Summers. Die Turnhalle ist im Film nicht abgebrannt. Die Unterschiede zwischen dem Film und der Vorgeschichte Buffys in der Serie erklären sich daher, dass Whedon für die Serie auf sein Originalskript des Films zurückgriff, welches relativ einschneidende Veränderungen erfuhr. Dafür wurde der Film auch als Comic neu aufgelegt. Das Geburtsdatum von Buffy ändert sich im Laufe der Serie mehrmals. Whedon gab einmal an, dass es sich um den 19. Januar 1981 handeln soll.

### Rupert Giles

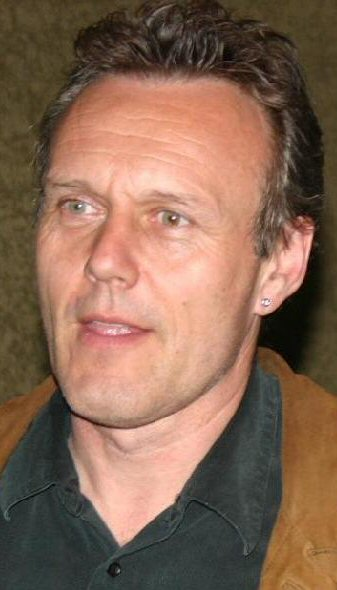
Anthony Stewart Head

Rupert Giles wird in der Serie meist nur Giles genannt. Er ist Engländer und Buffys zweiter Wächter. Sein Vater war ebenso ein Wächter und sollte ihn auf seine spätere Aufgabe vorbereiten. Als Jugendlicher wehrte sich Rupert (damals „Ripper“ genannt) jedoch gegen seine Berufung und schloss sich einem Magierzirkel an, der innerhalb der Serie durch einen damals beschworenen Dämon ausgelöscht wird. Nur der ab und an auftauchende Ethan Rayne und Giles entkommen der Rache des Dämons.
Nach seiner Berufung in den aktiven Dienst als Wächter nimmt der Engländer eine Stelle als Bibliothekar in Buffys Schule an. Anfangs ist er sehr übereifrig und streng mit Buffy. Im Laufe der Serie entwickelt er aber ein väterliches Verhältnis zu ihr. Giles hat zwischenzeitlich nur kürzere Beziehungen. Besonders tragisch ist die mit Jenny Calendar, einer Lehrerin an der Sunnydale High. Jenny war eine „Technoschamanin“ und Angehörige des Zigeunerstammes, der Angel damals mit dem Fluch der Seele belegte. Nach ihrer Ermordung durch Angelus (Angels seelenloses Alter Ego) übernimmt Willow erst Jennys PC-Unterricht und kommt dann zur Magie. Giles wird in Staffel 3 vom Rat der Wächter aus seinem Amt entlassen, nachdem er gegen seine Vorschriften verstößt und Buffy bei einer geheimen Prüfung des Rates unterstützt. Als Ersatz bekommt Buffy mit Wesley Wyndam-Pryce einen neuen Wächter, welchen sie jedoch nicht akzeptiert. Dies hat zur Folge, dass Buffy sich vom Rat der Wächter löst und Wesley bereits Ende der dritten Staffel Sunnydale verlässt. Später stößt er zu Angels Team in der Spin-off-Serie Angel dazu. Im Laufe der fünften Staffel wird Giles auf Buffys Drängen wieder als ihr Wächter eingesetzt. Während der sechsten Staffel beschließt Giles, dass sie selbständig werden muss und zieht zurück nach England. Immer, wenn sie seine Hilfe benötigt, kehrt er jedoch regelmäßig nach Sunnydale zurück.
Joss Whedon und Tony, wie Anthony Stewart Head genannt wird, entdeckten während der Dreharbeiten ihre gemeinsame Liebe zur Musik. Hieraus resultierte neben dem Album Music for Elevators, die Musical-Folge Once More, with Feeling sowie mehrere Auftritte von Giles als Sänger in der Serie. In Interviews berichten die beiden und andere Darsteller von regelmäßigen Musikabenden bei Joss Whedon zuhause.

### Willow Rosenberg

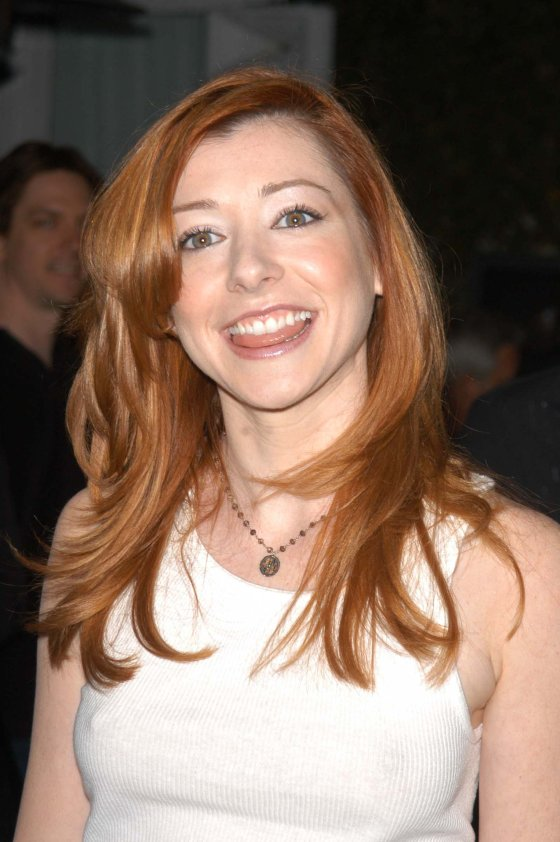
Alyson Hannigan

Willow Danielle Rosenberg ist die beste Freundin von Xander und Buffy, aber ansonsten Streberin, Außenseiterin und Computerfreak auf der Sunnydale High. Sie kommt aus einer jüdischen Familie. Willow und Xander freunden sich bereits in der ersten Folge mit Buffy an und erfahren ihr Geheimnis. Längere Zeit ist Willow mit dem Musiker und Werwolf Oz („Daniel Osbourne“) zusammen, der sich im Verlauf der vierten Staffel von ihr trennt. Nach und nach entdeckt sie die Magie für sich und gewinnt als Hexe zunehmende Macht. In einem Pseudo-Hexenzirkel lernt sie Tara kennen und verliebt sich in sie, was dazu führt, dass sie realisiert, homosexuell zu sein. Willow gelangt beim Hexen immer öfter in einen Rauschzustand und wird magiesüchtig. Dies führt in der sechsten Staffel zu Beziehungsproblemen mit Tara, aber auch mit ihrer Clique um Buffy und Xander, die sie alle von der Magie abbringen wollen. Bei einem Anschlag auf Buffy wird Tara getötet, woraufhin Willow Amok läuft und im Finale der sechsten Staffel versucht, die Welt zu vernichten. Letztendlich kann nur Xander sie überreden, aufzugeben. In England wird sie daraufhin von Giles therapiert. Danach meidet sie alles, was mit Magie zu tun hat. In Kennedy, einer Nachwuchsjägerin, findet sie Trost, Vertrauen und eine neue Liebe. Zum Serienfinale bewirkt sie einen mächtigen Zauber, der es allen Mädchen, die sich berufen fühlen, erlaubt, Jägerinnen zu werden.
Die Beziehung von Willow und Tara war eine der ersten lesbischen Beziehungen im amerikanischen Fernsehen und löste viele Diskussionen aus. Die Story um Willows Amoklauf in der sechsten Staffel ist eine Hommage an die Dark-Phoenix-Saga in den X-Men-Comics. Fans nennen das Phoenix Alter Ego „Dark Willow“. In den Folgen „Was wäre wenn“ und „Doppelgängerland“ taucht auch noch eine Vampirversion von Willow auf. Willow hat drei Auftritte in dem Spin-off Angel.

### Xander

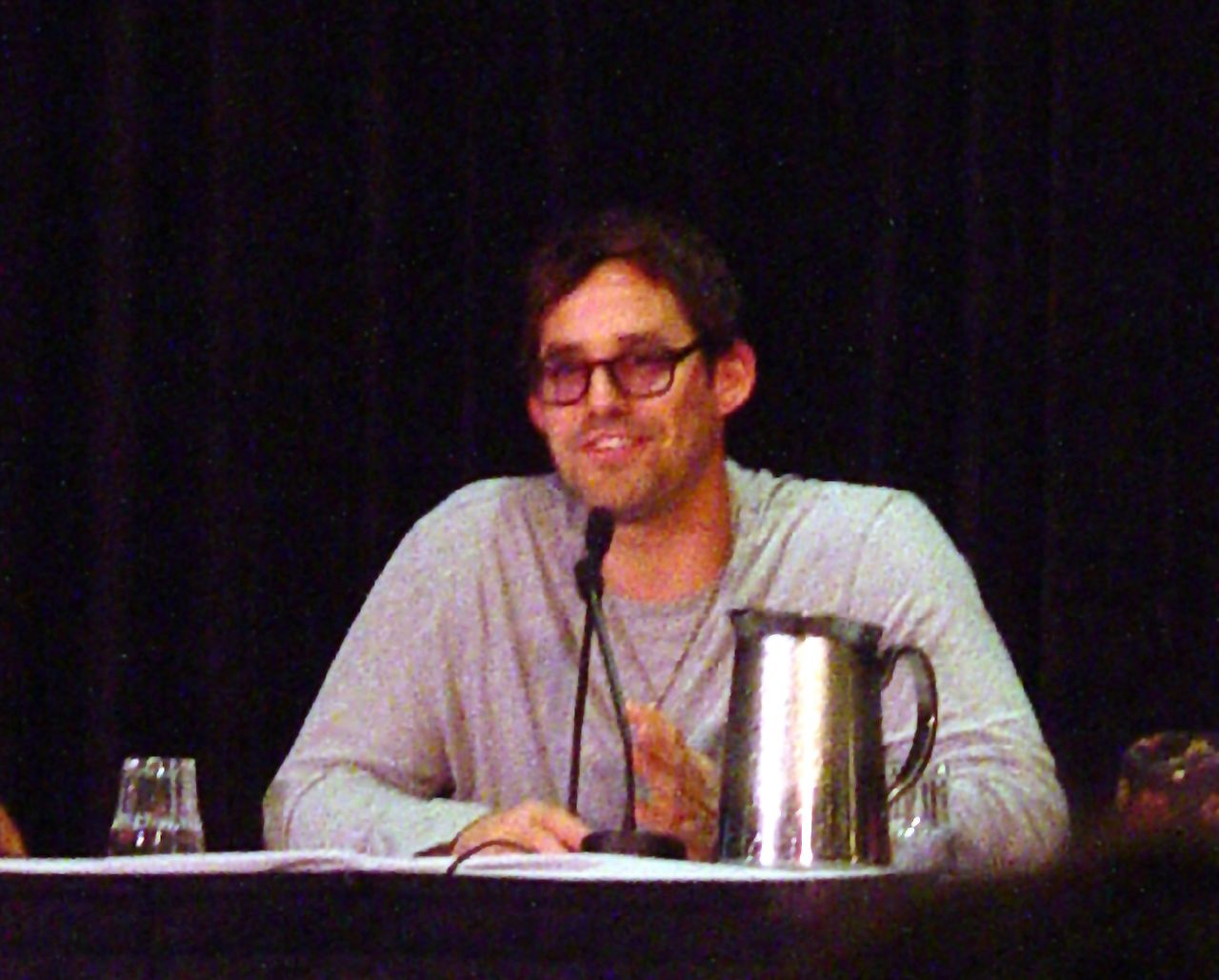
Nicholas Brendon

Xander, eigentlich Alexander LaVelle Harris, wurde 1981 in Sunnydale geboren. Er ist als Einzelkind in einer problematischen Familie aufgewachsen. Seine Eltern streiten sich häufig; sein Vater ist zeitweise arbeitslos und spricht dem Alkohol zu. Das geht so weit, dass Xander Weihnachten regelmäßig mit Schlafsack im Garten verbringt. Wenn er zu Hause anruft, muss er seiner Mutter erst umständlich erklären, wer er ist.
Xander ist ein Teenager, der immer einen flotten Spruch auf der Zunge hat. Er ist ein sehr großer Comic- und Science-Fiction-Fan. Als er Buffy kennenlernt, verliebt er sich sofort in sie. Daher ist er auch auf Angel eher schlecht zu sprechen. Xander unterstützt Buffy bei ihrem Kampf gegen das Böse, wobei er öfter in Schwierigkeiten gerät und gerettet werden muss. Xander ist aber auch das Mitglied der „Scooby-Gang“ (wie Buffys Clique bezeichnet wird), das alles zusammenhält und mit seinen Scherzen öfter spannungsgeladene Situationen entschärft. Er beweist oft Mut, wie bereits in der zweiten Folge der ersten Staffel zu sehen, als es darum geht, seinen Freund Jesse aus den Klauen der Vampire zu befreien.
Nach der Highschool geht er anders als Buffy und Willow nicht auf die Universität, ein Umstand, der zeitweise für eine gewisse Entfremdung zwischen Xander einerseits und Buffy und Willow andererseits sorgt. Er schlägt sich anfangs erfolglos mit verschiedenen Aushilfsjobs durch (Barkeeper, Eisverkäufer, Vertreter für Schokoriegel usw.), bis er auf dem Bau anfängt. Dort arbeitet er sich dank seiner handwerklichen Begabung, die auch bei den diversen Verwüstungen bei Kämpfen im Haus von Buffy eine große Hilfe ist, schnell nach oben und wird schließlich Bauaufsichtsleiter. Er verliebt sich in die Ex-Rachedämonin Anya und macht ihr einen Heiratsantrag. Am Hochzeitstag jedoch lässt er sie vor dem Altar stehen.
Zum Ende der Serie hin ist es für Xander oft schwierig, mit seinem „normalen“ Leben im Gegensatz zu den Superkräften seiner Freunde umzugehen. Er erkennt jedoch, dass die Rolle, die er innerhalb der Scooby-Gang spielt, ihn nicht abqualifiziert, sondern dass er der Ruhepol für alle ist. Nach dem Verlust eines Auges (Verletzung im Kampf mit dem wahnsinnigen Priester Caleb in Staffel 7) kümmert er sich immer mehr um die „normalen“ Aspekte im Summerschen Haushalt und ermöglicht so seinen Freunden den uneingeschränkten Kampf gegen das Ur-Böse.

### Joyce Summers

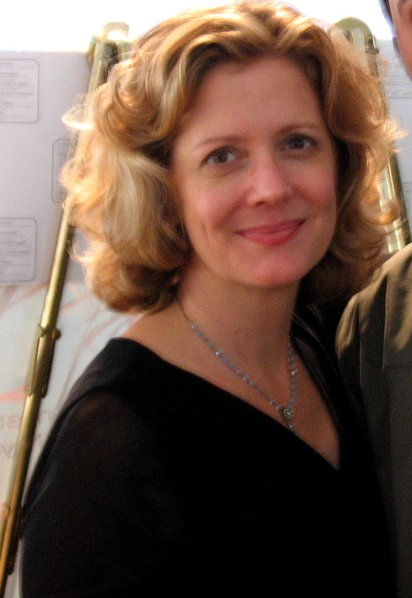
Kristine Sutherland

Joyce Summers ist die liebevolle und sorgende Mutter von Buffy und Dawn. Anfangs weiß sie nichts von den nächtlichen Aktivitäten ihrer Tochter und denkt, Buffy führe ein normales Leben wie jeder Teenager. Doch in der letzten Folge der zweiten Staffel erfährt sie von der Berufung ihrer Tochter. Seither sind Joyce’ Sorgen um Buffy größer denn je. In der vierten Staffel ist Joyce relativ selten zu sehen, weil Buffy das College besucht und nicht oft daheim ist. In der fünften Staffel erkrankt Joyce an einem Hirntumor. Scheinbar geheilt, stirbt sie nach einer Operation überraschend an einer Gehirnblutung.

### Cordelia

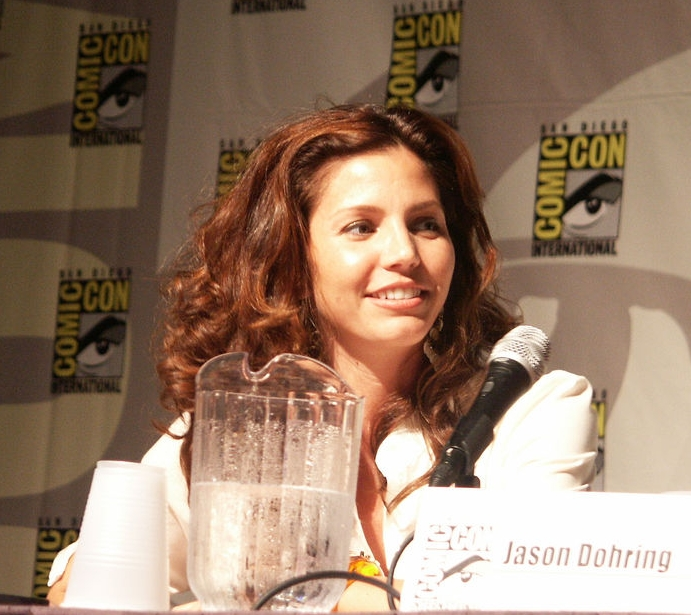
Charisma Carpenter

Cordelia Chase ist die beliebteste Cheerleaderin und Schülerin der Sunnydale Highschool. Als sie Buffy zum ersten Mal begegnet, will sie sich nur zu gern mit ihr anfreunden und sie in ihrer Clique aufnehmen. Nachdem Buffy aber Willow und Xander kennenlernt, stellt Cordelia sie knallhart vor die Wahl: Freundin der beiden und damit unwiderruflich zur Außenseiterin werden oder ihre Freundin. Buffy entscheidet sich für die Freundschaft zu Willow und Xander.
Cordelias Charakter scheint von der ersten Folge an unumstritten zu sein: skrupellos, reich, verwöhnt, oberflächlich, bildschön und bereit, dies auch jederzeit zu ihrem Vorteil auszunutzen. Durch die Art und Weise, wie sie sich benimmt, spricht man ihr instinktiv jede Art von größerer Intelligenz ab. Im Laufe der ersten beiden Staffeln kommt es allerdings oft dazu, dass sie Buffy, Willow und Xander hilft, oder umgekehrt, von ihnen Hilfe bekommt. Da sie um ihren Ruf fürchtet, achtet sie anfangs peinlich genau darauf, dass niemand sie mit Buffys Clique assoziiert, obwohl sie für die drei durchaus etwas übrig hat. In der zweiten Staffel kommt es in einer brenzligen Situation zu Küssen zwischen ihr und Xander und nach einigem Hin und Her auch zu einer Beziehung zwischen den beiden. Cordelia wird damit endgültig Bestandteil der Scooby-Gang.
Im Verlauf der kompletten drei ersten Staffeln bekommt der Zuschauer immer wieder überraschende Einblicke in das Seelenleben der Figur. Sie erlebt Liebeskummer, als Xander, der „Freak“, sie ausgerechnet mit der grauen Maus und Streberin Willow um einen wilden Kuss betrügt und sie die beiden dabei erwischt. Sie wird von ihren ehemaligen Freundinnen wie Dreck behandelt, als sie mit Buffys Clique wegen des Kusses bricht und ihren alten Freundeskreis so dringend bräuchte. Sie besteht die College-Prüfungen mit so extrem guten Werten, dass sie an lauter Eliteschulen aufgenommen wird, von denen sie allerdings keine mehr besuchen kann, weil ihr Vater Steuerhinterziehung begangen hat.
Am Ende der dritten Staffel verlässt Cordelia Sunnydale und geht nach Los Angeles, um Schauspielerin zu werden. Die Figur wird Bestandteil der Spin-off-Serie Angel.
Ihr Part des egoistischen, brutal ehrlichen und nicht selten verletzenden Snobs wird zu Gutteilen von der Ex-Dämonin Anya wieder gefüllt. Der grundlegende Unterschied zwischen den beiden Figuren ist, dass Anya sich zu oft gar nicht bewusst ist, wie verletzend sie sein kann und dass diese nicht verzogen, sondern nur zu fremd mit den aktuellen menschlichen Bräuchen ist. Cordelia dagegen ist sich ihrer Taten nur allzu bewusst.

### Oz

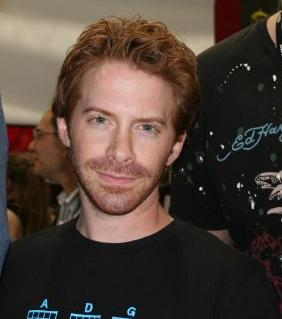
Seth Green

Daniel Osbourne, genannt Oz, stößt in der zweiten Staffel zur Scooby-Gang hinzu, als er mit Willow zusammenkommt. Er hat einen sehr trockenen Humor und zeigt nur selten seine Emotionen. Er wird jeden Monat während des Vollmondzeitraums für drei Nächte zum Werwolf. Da er in diesem Zustand einen Seitensprung mit einer Werwölfin begeht, zerbricht seine bis dahin mustergültig geführte Beziehung mit Willow. Oz verlässt Sunnydale, um den Umgang mit seinem Fluch zu lernen und in seinen Werwolfphasen keinen Schaden anzurichten. Als er später noch einmal zurückkehrt, gerät er aus der Fassung, als er begreift, dass Willow und Tara ein Paar sind. Er greift Tara an und wird von der „Initiative“, einer geheimen Regierungsorganisation, gefangen genommen. Buffy befreit ihn und er verlässt daraufhin Sunnydale endgültig.
Der Charakter des Oz kam in der zweiten Staffel zum Cast und wurde während der vierten Staffel aus der Serie herausgeschrieben, da Darsteller Seth Green sich mehr seiner Kinokarriere widmen wollte. Danach hatte er noch jeweils einen Gastauftritt in Buffy und Angel.

### Kendra

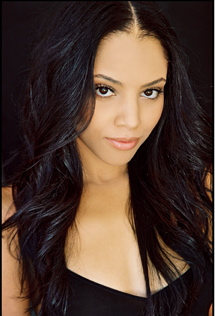
Bianca Lawson

Kendra Young wurde 1982 in Jamaika geboren. Sie wird zur Jägerin berufen, als Buffy in der ersten Staffel für einige Minuten tot ist. Im Gegensatz zu Buffy ordnet Kendra ihr komplettes Leben ihrer Berufung unter. Sie kommt nach Sunnydale, um Buffy vor einer großen Gefahr zu warnen und ihr im Kampf gegen Spike und Drusilla beizustehen. Die beiden Jägerinnen schaffen es vereint, die beiden aufzuhalten, und Kendra verlässt Sunnydale wieder. Als jedoch Angel böse wird und die Welt mithilfe des Dämonen Acathla vernichten will, kommt Kendra zurück. Als Buffy sich gerade mit Angelus trifft, versucht Willow durch einen Zauberspruch, dessen Seele wiederherzustellen. Sie werden von Drusilla und ihren Vampiren gestört und es kommt zu einem Kampf. Drusilla hypnotisiert Kendra und schneidet ihr die Kehle durch, wodurch diese stirbt.

### Faith

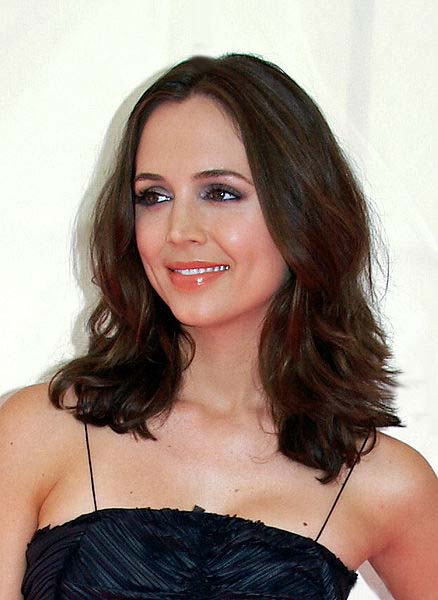
Eliza Dushku

Faith Lehane wird am Anfang der dritten Staffel in die Serie eingeführt, um Buffys dunkle Seite zu zeigen. Da Faith im Laufe der Serie sowohl für das Gute als auch das Böse kämpft, harmoniert der Charakter sehr gut mit Angel.
Faith wurde wahrscheinlich 1983 in Boston geboren. Ihr Vater ist George Patrick Lehane, der – als Faith ein kleines Kind war – wegen Totschlag zu lebenslanger Haft verurteilt wurde. Ihre Mutter war alkohol- und drogenabhängig und hatte einen Drogendealer zum Freund, der sie erst auf den Strich schickte und anschließend umbrachte. Faith hatte damit nicht den sozialen Halt, den Buffy hat. Nach Kendras Tod wird Faith zur Jägerin berufen. 1998 wird ihre Wächterin von dem grausamen Vampir Kakistos getötet. Faith flieht nach Sunnydale, wo sie Buffy und ihre Freunde trifft. Faith steht auf Gewalt und Prügeleien. Sie liebt es, Vampire brutal zusammenzuschlagen, bevor sie sie pfählt. Außerdem hält sie nichts von Regeln und Männer sind für sie nichts weiter als Spielzeuge. Faith gibt vor, Buffys moralisches Verhalten und ihren verantwortungsvollen Umgang mit dem Schicksal als Jägerin zu verachten. Insgeheim jedoch beneidet sie Buffy um ihre Freunde und ihre Mutter. So leben sich die beiden Jägerinnen immer mehr auseinander. Auf Patrouille mit Buffy tötet Faith aus Versehen einen Menschen. Dies verändert sie nachhaltig. Anstatt sich der Polizei zu stellen, schließt sie sich dem dämonischen Bürgermeister von Sunnydale an und kämpft gegen Buffy. Nach dem Versuch Angel zu töten, wird sie von Buffy gestellt, schwer verletzt und fällt ins Koma. Nach einem achtmonatigen Krankenhausaufenthalt erwacht sie und flieht nach L.A. Dort wird sie von Angel überzeugt, sich selbst zu stellen und für ihre Taten zu büßen. Nach einer längeren Haftstrafe wird sie von Wesley überredet zu fliehen, um erst Angelus aufzuhalten und später Buffy im Kampf gegen das Urböse beizustehen.
In den letzten Folgen der Serie steht sie als ausgebildete Jägerin Buffy und den anderen bei. Sie ist dabei als weitere Jägerin eine große Hilfe und macht ihre schlimmen Taten vergessen. Zwischen ihr und Direktor Robin Wood, der als Sohn einer im Jahre 1977 von Spike getöteten Jägerin Seite an Seite mit Buffy und der Scooby-Gang kämpft, entwickelt sich eine Liebesbeziehung, in der sich zum ersten Mal zeigt, dass Faith ihre einstige Einstellung zu Männern geändert hat.
Die Figur Faith sollte ursprünglich einen eigenen Spin-off bekommen, in dem sie auf dem Motorrad durch die USA fährt und das Böse bekämpft. Eliza Dushku sagte ab, um Tru Calling zu drehen, wonach die Idee vom Spin-off fallen gelassen wurde. Tru Calling wurde nach zwei Staffeln mit insgesamt 26 Folgen eingestellt.

### Angel

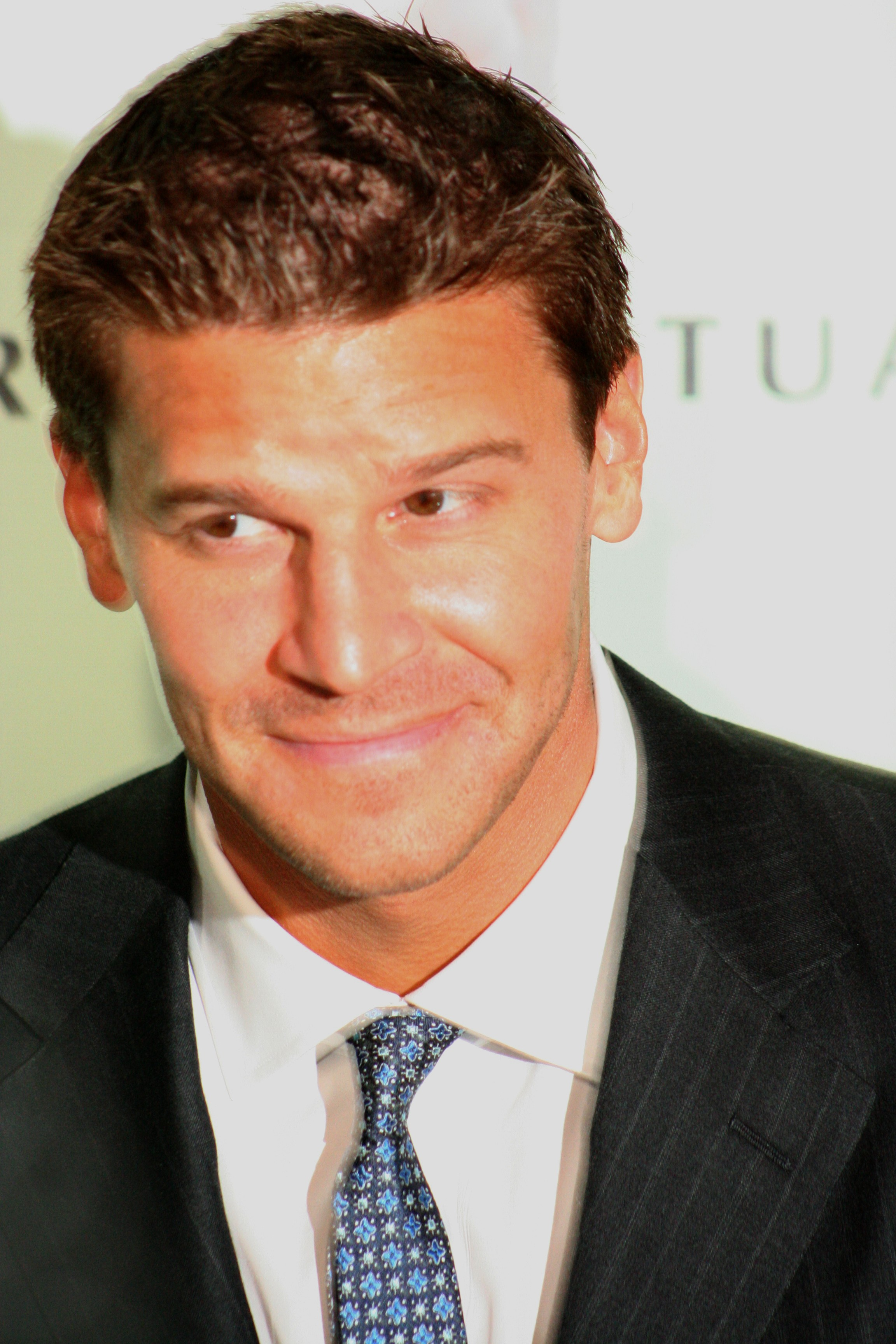
David Boreanaz

Angel ist ein Vampir, der aber auf der Seite des Guten steht. Er wurde im Jahr 1727 in Irland geboren und stammt aus einer wohlhabenden Familie, war aber als Taugenichts seinem Vater ein Dorn im Auge. 1753 begegnete er der Vampirin Darla, die ihn zum Vampir machte. Sein ursprünglicher Vorname war Liam, doch als seine kleine Schwester ihn kurz nach seiner Beerdigung sah, hielt sie ihn für einen Engel, daher der Name Angel. Er tötete seine ganze Familie und hinterließ unter dem Namen Angelus zusammen mit Darla eine blutige Spur in der Weltgeschichte. Da er seinen Opfern gerne unvorstellbare Qualen zufügte, bevor er sie tötete, galt er als einer der grausamsten Vampire überhaupt.
1860 traf er auf das fromme Mädchen Drusilla, das von ihrer Umwelt wegen ihrer hellseherischen Begabung als Kind des Teufels gesehen wurde. Er trieb Drusilla in den Wahnsinn, indem er ihre Familie tötete. Sie flüchtete daraufhin in ein Kloster, da sie ihre hellseherischen Fähigkeiten als Strafe Gottes verstand. Am Abend vor ihrer Weihe verwandelte Angelus sie schließlich in einen Vampir.
Um 1900 bekam er von Darla ein besonderes Geschenk: ein Zigeunermädchen. Angelus tötete das Mädchen, doch ihr Clan rächte sich an ihm, indem er Angelus mit einem Fluch belegte, der ihm seine Seele zurückgab. Von da an verspürte er Reue für seine Taten. Schließlich entschied er sich, Buße zu tun, indem er Menschen in Not hilft.
Als Buffy noch in L.A. lebte, sah Angel sie erstmals kurz vor ihrem Umzug nach Sunnydale und folgte ihr dorthin, da er beschloss, ihr im Kampf gegen das Böse zu helfen. In Sunnydale begegnen die beiden sich zum ersten Mal und verlieben sich ineinander. Als sie an Buffys 17. Geburtstag miteinander schlafen, verliert Angel seine Seele, da der Fluch der Zigeuner bricht, sobald er einen Moment vollkommenen Glücks erlebt. Der böse Angelus ist damit zurück und tötet Giles’ Geliebte Jenny Calendar, weil sie eine der letzten vom Clan der Zigeuner ist und ihm seine Seele erneut zurückgeben könnte. Im Finale der zweiten Staffel versucht er, die Welt zu zerstören. Es kommt zu einem finalen Kampf zwischen Buffy und Angelus. Willow versucht indessen, Angelus’ Seele wiederherzustellen, was ihr letztlich auch gelingt. Doch es ist zu spät. Buffy verbannt Angel durch das von Angelus selbst geöffnete Portal in eine Höllendimension. Später kehrt er mithilfe einer höheren bösen Macht zurück, die darauf spekuliert, dass er seiner großen Liebe Buffy erneut nicht widerstehen kann, seine Seele verlieren und ihr etwas antun wird. Da er, seinen Aussagen nach, Buffy nicht alles bieten kann, was sie später im Leben haben will, trennt er sich trotz seiner Gefühle von ihr und gründet in L.A. die Detektei Angel Investigations.

### Spike

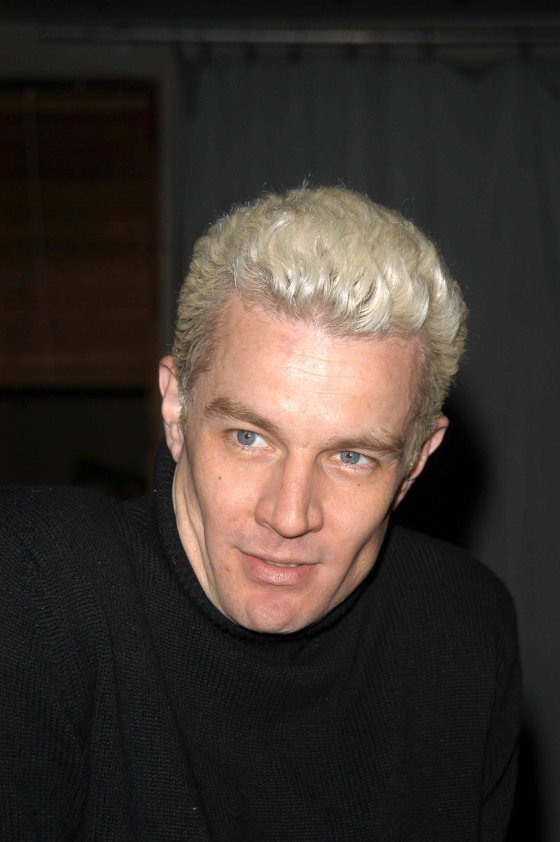
James Marsters

Spike ist ein platinblonder Vampir, der meist schwarze Lederkluft trägt. Er wurde etwa 1850 als William Pratt in London geboren und versuchte sich als Mensch erfolglos als Dichter. 1880 wurde er von Drusilla zum Vampir gemacht. Zusammen mit ihr, Angelus und Darla zog er als William der Blutige mordend durch die Welt und gilt als einer der gefährlichsten Vampire. Spike brachte im Laufe der Jahre zwei Jägerinnen um: die erste im Jahre 1900 während des Boxeraufstandes in China, die zweite im Jahre 1977 in New York City. Letztere war die Mutter des neuen Direktors der Sunnydale High, was zu Spannungen zwischen diesem und Spike führt. Zusammen mit Drusilla wird er Anfang der zweiten Staffel in die Serie eingeführt. Die beiden kommen nach Sunnydale, nachdem Drusilla in Prag fast getötet worden ist. Ihr Ziel ist es, Buffy zu töten und Drusilla, die nach ihren Erlebnissen in Prag sehr geschwächt ist, zu heilen. Doch Spikes Versuche schlagen mehrmals fehl. Schließlich kann er durch ein Ritual, bei dem Angel fast getötet wird, Drusillas Gesundheit wiederherstellen. Am Ende der zweiten Staffel verbündet er sich mit Buffy, um Angelus loszuwerden, der die Welt vernichten will. Danach verlässt er Sunnydale für einige Zeit.
Er erscheint wieder in einer Episode der dritten Staffel, weil ihn seine Geliebte Drusilla verlassen hat. Er entführt Willow, damit diese ihm mit einem Liebeszauber für Drusilla hilft. Am Ende erkennt er aber, dass ein Liebeszauber nichts bringt, sondern er wieder zu dem Mann werden muss, den Drusilla geliebt hat, und lässt Willow gehen. Als er, nachdem es mit Drusilla endgültig vorbei ist, in der vierten Staffel nach Sunnydale zurückkehrt, wird er von der „Initiative“, die Dämonen jagt und untersucht, gefangen genommen. Ihm wird ein Chip in den Kopf eingepflanzt, der es ihm unmöglich macht, einem Menschen Leid zuzufügen, indem er ihm beim Versuch unerträgliche Schmerzen zufügt. Dies diente vor allem dazu, den Verbleib der Figur in der Serie als Mitglied der Gang zu motivieren: Als er erkennt, dass er den Menschen keinen Schaden mehr zufügen kann, sehr wohl aber Dämonen, hilft er Buffy im Kampf gegen diese. Langsam verliebt sich Spike in Buffy, doch diese ist nur angewidert von seinen Gefühlen. Als Buffy Ende der fünften Staffel im Kampf gegen Glory stirbt, verspricht er ihr, dass er auf ihre Schwester Dawn aufpassen wird.
Nachdem Buffy durch Willow wieder von den Toten erweckt wird, hat sie eine heftige Affäre mit Spike. Schließlich löst sie sich aber von ihm, da sie ihn nur „brauchte“, um sich lebendig zu fühlen. Nachdem Spike versucht hat, Buffy zu vergewaltigen, verlässt er schließlich Sunnydale, um einen uralten Dämon in Afrika aufzusuchen. Er besteht diverse Prüfungen, um seine Seele zurückzuerhalten. Spike kehrt schließlich in der siebten Staffel fast wahnsinnig nach Sunnydale zurück. Schließlich findet er wieder zu seinem Verstand und hilft nun Buffy im Kampf gegen das Urböse. Am Ende der letzten Staffel opfert sich Spike, um die bevorstehende Apokalypse zu verhindern. In der fünften Staffel von Angel taucht Spike jedoch wieder auf – zunächst als körperloses Wesen.

### Riley Finn

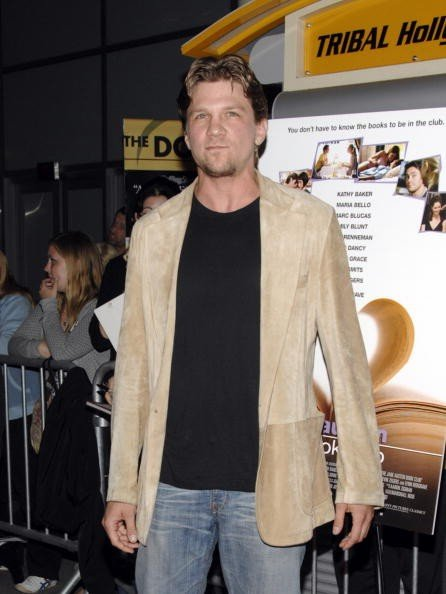
Marc Blucas 2007

Buffy lernt Riley am College kennen. Er lebt – wie Buffy – ein Doppelleben: einerseits als normaler College-Student und Tutor, andererseits als Mitglied der „Initiative“. So verbergen Buffy wie auch Riley ihr Geheimnis, bis sie unabhängig voneinander gegen die Gentlemen, mysteriöse Märchenmonster, ankämpfen und sich letztlich Angesicht zu Angesicht im Kampf gegenüberstehen. Zuerst ist das Vertrauen zwischen beiden erschüttert. Schnell beginnen die beiden aber, die Vorteile der Situation zu erkennen, und unterstützen einander. Buffy deckt nach und nach die Machenschaften (zum Beispiel Adam) der „Initiative“ auf, bis Riley freiwillig aus der Organisation desertiert. Im Kampf gegen Adam wird die „Initiative“ zerstört und Riley seines militärischen Rangs enthoben. Ohne wirkliche Aufgabe wächst seine Unzufriedenheit, er wird sorglos. Dieses Verhalten sowie die Erkenntnis, Buffy würde ihn nie innig genug lieben, führen letztlich zur Trennung der beiden. Riley verlässt daraufhin Sunnydale, um wieder als Mitglied des Militärs Dämonen zu jagen. Etwa ein Jahr später taucht er mit seiner Frau Sam – auch Mitglied des Militärs – in Sunnydale auf, weil ein von ihnen gesuchter Dämon dort sein Unwesen treibt und er Buffys Hilfe gebrauchen könnte. Nach erledigter Mission verlassen Riley und seine Frau Sunnydale wieder.

### Dawn

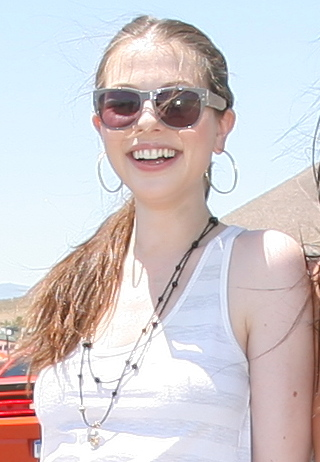
Michelle Trachtenberg

Dawn Summers wird in der fünften Staffel als Buffys jüngere Schwester in die Serie eingeführt, und zwar als ein mystischer Schlüssel, der Portale zu Höllendimensionen öffnen kann und dem von Mönchen fleischliche Gestalt gegeben wurde. Sie machten sie zur Schwester der Jägerin, auf dass diese sie beschütze. Denn die Höllengöttin Glory will den Schlüssel in die Hände bekommen, um damit in ihre Höllendimension zurückkehren zu können. Im Finale wird Glory besiegt und Buffy opfert sich für Dawn, um das Höllenportal zu schließen.
Dawn ist ein aufgeweckter Teenager. Nach dem Tod ihrer Mutter wird sie jedoch zur Kleptomanin und leidet darunter, dass niemand viel Zeit mit ihr verbringt. Buffy übernimmt es, Dawn im Kampf gegen die bösen Kreaturen auszubilden, vernachlässigt diese Aufgabe (und Dawn ganz allgemein) in der siebten Staffel aber wieder, besonders nach dem Auftauchen der Anwärterinnen.

### Tara

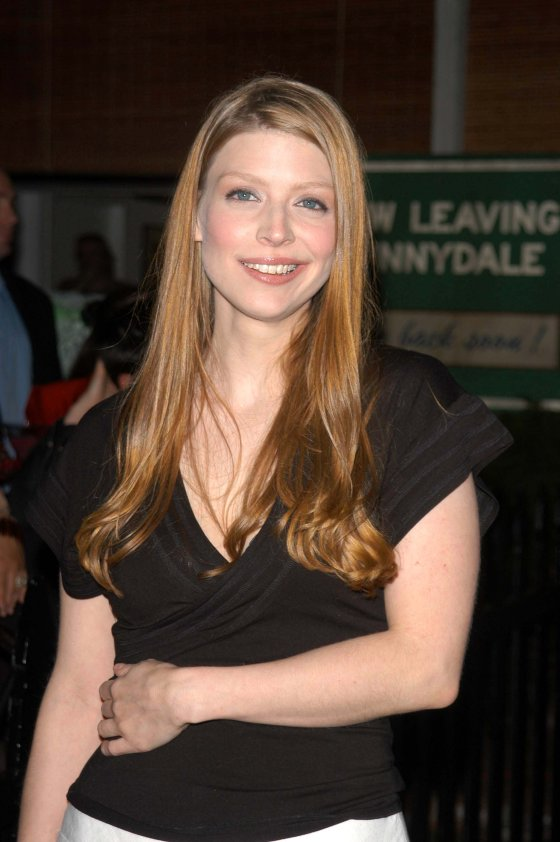
Amber Benson

Tara Maclay wird 1980 geboren. Die Figur wird in der vierten Staffel in die Serie eingeführt. Angeblich soll sie ein Dämon sein, doch dies erweist sich als eine Familienlegende, durch die die Maclay-Männer versuchten, ihre Frauen unter Kontrolle zu halten. Die schüchterne Tara ist eine fähige Hexe, allerdings auch eine Außenseiterin. Sie freundet sich mit Willow an, und aus dieser Freundschaft entwickelt sich schnell Liebe. In der fünften Staffel wird Tara durch einen Zauber der Höllengöttin Glory zwischenzeitlich in einen quasi-autistischen Zustand versetzt. Später in der Staffel gelingt es Willow, Tara wieder vollständig zu heilen. Nachdem sich Willow immer mehr der Magie hingibt, verlässt Tara sie. Es vergeht eine lange Zeit, bis Willow ihre „Zauber-Sucht“ bändigen kann und Tara ihr verzeiht. Kurz nachdem die beiden wieder ein Paar sind, ereignet sich ein Unfall: Warren will Buffy erschießen, doch ein Querschläger löst sich und Warren erschießt versehentlich und ohne sein Wissen Tara. Buffy wurde durch einen weiteren Schuss von Warren schwer verletzt. Über den Schmerz, Tara endgültig verloren zu haben, kommt Willow nicht hinweg. Sie begeht Rache an Taras Mörder und wird von der schwarzen Magie vollständig eingenommen.

### Anya

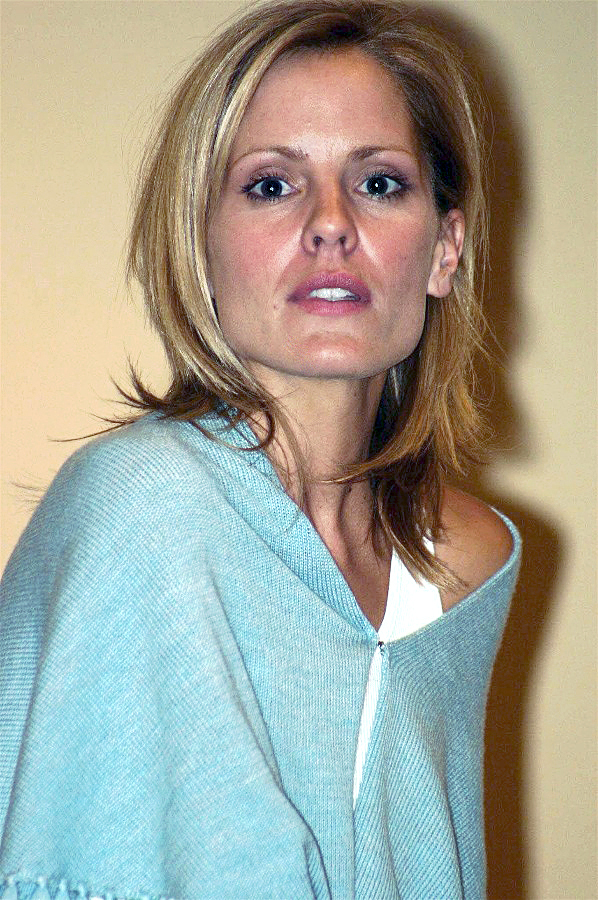
Emma Caulfield

Anya Jenkins wurde als Aud im Jahre 860 in Skandinavien geboren. Nachdem sie von ihrem Geliebten Olaf betrogen worden war, verwandelte sie ihn in einen Troll. Daraufhin erschien ihr D’Hoffryn, Oberster der Rachedämonen, und bot ihr an, sie zu einer der seinen zu machen. Anya akzeptierte und bestrafte fortan als Anyanka Männer, vor allem, wenn diese ihre Frauen betrogen hatten. Ihr Zauber wird gebrochen, als Giles 1998 in Sunnydale Anyas Amulett zerstört. Dadurch wird Anya zum normalen Menschen. Sie verliebt sich in Xander und hilft im Kampf gegen das Böse mit. Als Xander sie vor dem Altar stehenlässt, beschließt sie, wieder ein Rachedämon zu werden. Jedoch merkt sie schnell, dass ihr das Rachegeschäft nicht mehr liegt. Nachdem sie ein Massaker verübt hat, bricht sie seelisch zusammen und bittet D'Hoffryn, ihre Taten wieder rückgängig zu machen. Dies hat zur Folge, dass sie wieder ein Mensch wird. Sie schließt sich wieder Buffy und den anderen an. In der letzten Folge stirbt sie im Kampf.
Anyas Charme liegt darin begründet, dass sie sich nicht an die ungeschriebenen Gesetze des menschlichen Zusammenlebens hält. Höflichkeitslügen, verschämtes Stillschweigen etc. sind ihr fremd, ungeniert platzt sie – oft zum Leidwesen Xanders – mit ihrer Meinung und auch intimen Details („we both liked spanking“) heraus.
In der Folge „Tod einer Mutter“ wird durch einen Gefühlsausbruch sehr deutlich, wie verloren und abseits stehend sich Anya durch ihr Unverständnis der zwischenmenschlichen Regeln oftmals fühlt.

## Staffeln
Die erste Staffel besteht aus 12, die weiteren sechs aus jeweils 22 Folgen. Die Folgen sind über die gesamte Serie chronologisch angeordnet, wobei eine Staffel jeweils die Zeit von Oktober bis Mai im Leben der Charaktere widerspiegelt. Das Ende der Staffeln im Mai fiel auf den Beginn der Schulferien von Buffy und den Zuschauern. Das Ende einer Staffel stellt gleichzeitig den Höhepunkt dar, auf den die Handlung sich im Laufe der Zeit zuspitzt. Hierbei handelt es sich immer um den Endkampf gegen einen scheinbar übermächtigen Gegner, der von Buffy und ihren Freunden letztlich doch gemeinsam besiegt wird. Der Preis einer Niederlage ist hierbei häufig nichts Geringeres als die Apokalypse.

### Staffel 1: Der Meister
In der ersten Staffel wird – im Gegensatz zu den späteren – nur in etwa jeder zweiten Folge die Haupthandlung vorangetrieben. Diese besteht im Kampf gegen den Meister, einen uralten und sehr mächtigen Vampir, der ausschließlich in dämonischer Vampirgestalt auftritt. Der Meister kam 1937 nach Sunnydale, um den Höllenschlund zu öffnen. Bei einem Erdbeben wurde er allerdings in der Kanalisation verschüttet und bleibt aufgrund der Macht des Höllenschlunds dort gefangen. 60 Jahre später versucht er zu entkommen. Trotz seines Alters und seiner Stärke fällt er letztlich im Kampf gegen die Jägerin. Zunächst unterliegt Buffy jedoch und ist für einige Minuten klinisch tot, was weitreichende Folgen für die gesamte spätere Serie hat.

### Staffel 2: Angelus
Die zweite Staffel befasst sich verstärkt mit der Beziehung zwischen Buffy und dem unter einem Fluch stehenden Vampir Angel sowie deren gefährlichen Konsequenzen: Als Buffy und Angel miteinander schlafen, verliert dieser seine vom Fluch etablierte Seele. Diese trennte – erhob – ihn von seiner eigentlichen Vampir-Persönlichkeit, dem bösartigen Angelus. Angelus nimmt bald einen oberen Platz in der Hierarchie der dunklen Mächte ein. Zum Ende der Staffel will er den Dämon Acathla erwecken, der die Macht hat, die ganze Welt in eine Höllendimension zu saugen. Buffy kann dies verhindern, indem sie Angelus mit einem Schwert durchbohrt, woraufhin Angel (dessen Seele zur gleichen Zeit von Willow wiederhergestellt wird) in Acathlas Höllendimension gerissen wird.

### Staffel 3: Richard Wilkins III, der Bürgermeister

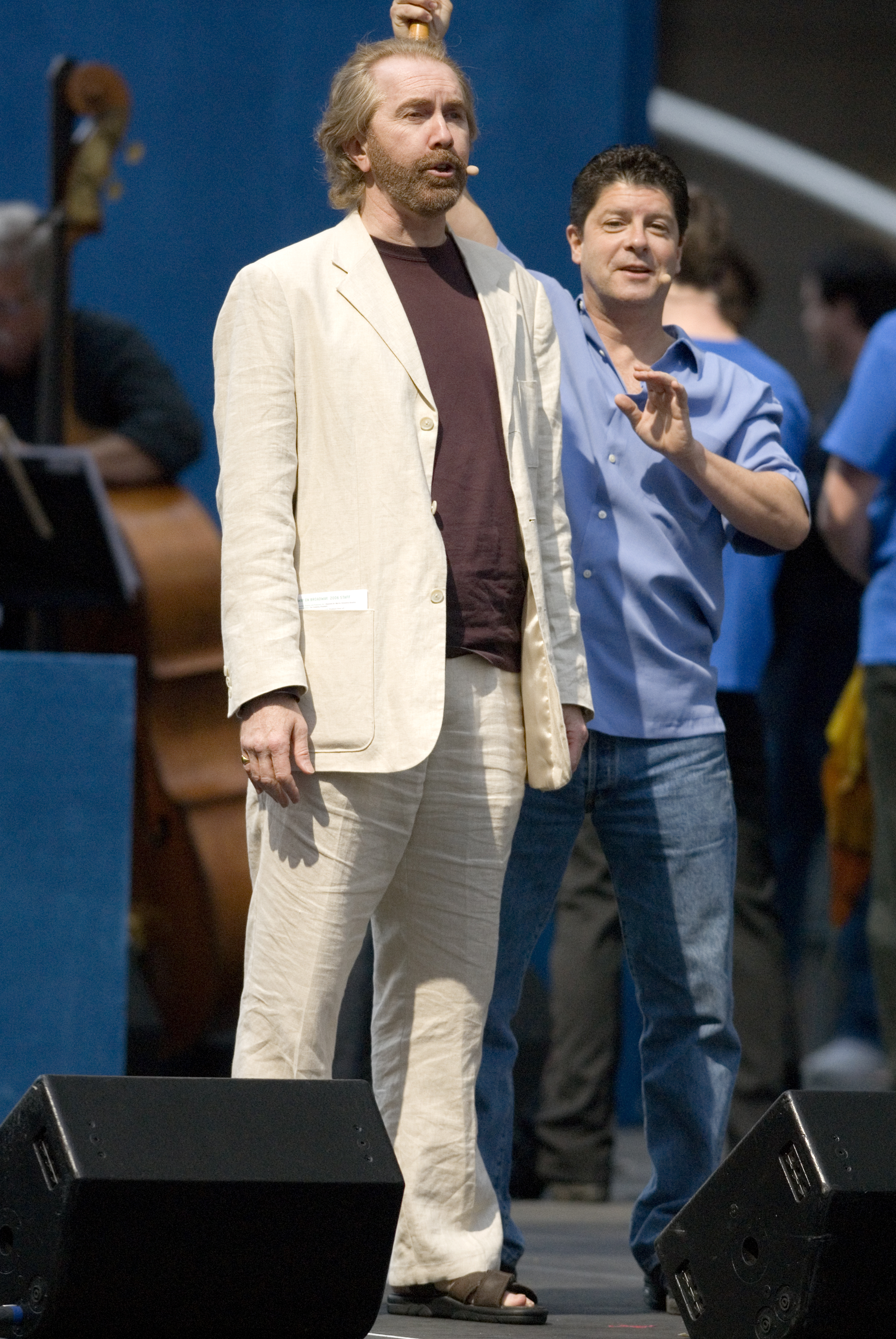
Harry Groener

Richard Wilkins III ist der Bürgermeister und Begründer von Sunnydale. Wilkins hatte vor langer Zeit seine Seele an den Teufel verkauft mit dem Ziel, zum reinen Dämon aufzusteigen. So wurde er im Laufe der Zeit unvergänglich und in der Episode „Die Box von Gavrock“ („Choices“) schließlich unverwundbar. In der labilen Faith, einer ungeschulten Jägerin, wittert er seine Chance, als väterlicher Freund und Förderer eine Jägerin zur dunklen Seite zu verführen – was ihm rasch gelingt. Am Tage von Buffys Highschool-Abschluss tauscht Wilkins seine unvergängliche und unverwundbare menschenhafte Gestalt gegen das Dasein als reiner Dämon Olvikon (eine riesige Schlange, die sich von Menschen ernährte, bis ein Vulkanausbruch sie tötete). Buffy tötet ihn aber, indem sie ihn in die Sunnydale High School lockt und anschließend mit Giles’ Hilfe die Schule in die Luft sprengt.
Am Ende verlassen Cordelia, Angel und Wesley – (nach seinem Krankenhaus-Aufenthalt) Sunnydale.
Wesley (Zuerst jedoch Doyle) und Cordelia werden Bestandteil der Spin-off Serie Angel – Jäger der Finsternis, in welcher Angel und sein Team sich den Schattenseiten von Los Angeles annehmen ; Buffys letztem Wohnort vor dem Umzug nach Sunnydale.

### Staffel 4: Adam, Die Initiative
In Staffel 4 erfährt Buffy von der „Initiative“, einer geheimen Einheit des US-Militärs, die in Sunnydale eine Basis errichtet hat, welche zu Forschungszwecken an Dämonen und Vampiren betrieben wird. Die Mitglieder der Initiative führen ein Doppelleben, meist als Studenten und Dozenten an dem College, welches Buffy und Willow besuchen. Die Leiterin der Einheit, Professor Maggie Walsh, erschafft Adam, ein Mischwesen aus Teilen von Dämonen, Menschen und Robotern, der als der perfekte Soldat gedacht war. Als er erwacht, tötet er jedoch seine Schöpferin und entkommt aus den geheimen Räumen der Initiative. Adam wird von einem unbändigen Forscherdrang angetrieben und stellt eigene Untersuchungen an anderen Wesen an, um sie zu studieren. Selbst die Jägerin ist ihm an Stärke nicht gewachsen. Erst ein magisches Ritual, welches Xander, Willow und Giles durchführen und damit Buffy nicht nur die Kräfte der gesamten Gruppe, sondern auch die der verstorbenen Jägerinnen verleiht, ermöglicht den Sieg über Adam.
Die Initiative wird auch genutzt, um den Verbleib von Spike, der den Fans ans Herz gewachsen war, zu motivieren: Nachdem er von Soldaten der Initiative gefangen genommen wird, bekommt Spike einen Chip in seinen Kopf eingepflanzt, der es ihm mittels unerträglicher Schmerzen unmöglich macht, Menschen Leid zuzufügen. Daraufhin ist er für die Scooby-Gang keine Gefahr mehr und schließt sich ihr an, um seine Aggressionen im Kampf gegen Dämonen und Vampire ausleben zu können.

### Staffel 5: Glory
In Staffel 5 hat Buffy mit Glory eine unerwartet starke Gegnerin: Diese war einst Göttin einer Höllendimension, aus der sie jedoch in die Welt der Menschen verbannt wurde, wo sie ihren Körper mit dem Menschen Ben teilen muss. Ein Zauber verhindert, dass Menschen, die Zeugen der gelegentlich auftretenden Metamorphose zwischen diesen beiden Zustandsformen werden, sich daran erinnern können. In den ersten Jahren von Bens Leben kam Glory dabei nie zum Vorschein, weil sie noch nicht die nötige Kraft dazu hatte. Am Ende verschmelzen Körper und Seele von Ben und ihr miteinander, was dazu führt, dass sie immer mehr menschliche Gefühle entwickelt, was an ihren Nerven zehrt. Um bei Kräften zu bleiben, muss sie Menschen den Verstand aussaugen.
Glory kommt nach Sunnydale, um den mystischen Schlüssel zu finden, der die Tore zu allen Höllendimensionen und somit auch zu ihrer Heimatdimension öffnen soll. Dass dabei die Welt der Menschen vernichtet würde, ist für sie höchstens ein angenehmer Nebeneffekt. Dabei trifft sie auf Buffy, deren Schwester Dawn jener mystische Schlüssel ist. Anfänglich ist Buffy im Kampf gegen Glory chancenlos. Im finalen Kampf kann sie Glory dann mit Hilfe ihrer Freunde, der Zauberkugel „Dagons Furcht“ (falsche Synchronisation von Dagon Sphere („Dagon-Sphäre“ oder „Dagon-Kugel“), das als Dagon’s Fear verstanden wurde) und dem Zauberhammer des Trolls Olaf besiegen. Aber es ist Giles, der Glory tötet, indem er sie in ihrer Ben-Daseinsform erstickt. Da das Tor zu den Höllendimensionen bereits geöffnet ist, opfert Buffy sich, um es mit ihrem Blut zu schließen. Die letzte Einstellung der fünften Staffel zeigt Buffys Grab.

### Staffel 6: Das Leben
Die sechste Staffel hat keine Endgegner wie die anderen Staffeln. Die eigentliche Herausforderung hier ist das Leben an sich, das die Charaktere vor große Prüfungen stellt. Zu Beginn der Staffel wird Buffy von ihren Freunden zurück ins Leben geholt. Xander und Anya wollen heiraten, allerdings lässt er sie am Altar stehen. Willow, mittlerweile eine äußerst mächtige Hexe, wird süchtig nach Magie, weswegen Tara sich von ihr trennt. Spike und Buffy haben eine geheime Affäre. Eine zentrale Rolle in der Staffel spielt die Musicalfolge Noch einmal mit Gefühl. Dort teilen die Charaktere unter dem Einfluss eines Dämons ihre Geheimnisse mit.
Das Trio Warren, Jonathan und Andrew plant, mehr aus Spaß, die „Herrschaft“ in Sunnydale zu übernehmen. Der Plan gerät jedoch aus den Fugen. Nachdem Warren versehentlich Tara ermordet, lässt Willow sich von mächtiger schwarzer Magie erfüllen und begibt sich auf einen grausamen Rachefeldzug. Sie stellt Warren im Wald, foltert und häutet ihn anschließend bei lebendigem Leib. Als sie danach auch Andrew und Jonathan umbringen will, stellen sich ihr Buffy und Anya in den Weg. Schließlich tritt Giles auf den Plan und liefert sich mit Willow ein Magieduell. Letztendlich gewinnt Willow das Duell, sie saugt ihm seine magische Kraft aus und lässt ihn schwer verwundet zurück. Da Giles’ von anderen Hexen geliehene Kräfte aus weißer Magie, der Kraft des Lebens, kommen, fühlt Willow nun plötzlich alle Emotionen der gesamten Welt. Dies kann sie nicht ertragen und sie versucht durch die Zerstörung der Welt, alle Schmerzen und Leiden auszulöschen. Am Ende gelingt es ihrem Jugendfreund Xander zu ihrer Menschlichkeit durchzudringen und sie von ihrem Vorhaben abzubringen.

### Staffel 7: Das Urböse
Das Urböse ist das „Erste Böse“ (First Evil). Älter als die Welt, ist es mächtiger als alles andere, mit dem es die Jägerin je zu tun hatte. Es kann das Aussehen jeder beliebigen verstorbenen Person annehmen, besitzt aber keinen eigenen Körper. Mit seinen Gehilfen – dem übermenschlich starken Priester Caleb, den „Todesboten“ und den mächtigen „Turok-Han“, bei denen es sich um die steinzeitliche Urform der Vampire handelt, die nur schwer zu besiegen sind – will es die Linie der Jägerinnen auslöschen und die Welt der Menschen zurückerobern. Buffy sieht ihre einzige Chance, die Welt zu retten darin, ihre Jägerinnenkräfte mit Willows Hilfe auf alle potenziellen Jägerinnen der Welt zu übertragen. Dies wird in die Tat umgesetzt und die Jägerinnen begeben sich zum Höllenschlund, wo der anschließende Kampf stattfindet. Mit dabei ist auch der mittlerweile ebenfalls beseelte Spike, der ein Amulett trägt, welches Buffy kurz zuvor von Angel erhalten hat. Mit der Kraft des Amuletts und der Macht seiner Seele schafft Spike es, die gesamte Turok-Han-Armee des Urbösen zu vernichten, wobei er jedoch ebenfalls sein Leben lassen muss. Bis auf ihn und die im Kampf getötete Anya können Buffy und ihre Freunde sich gerade noch rechtzeitig aus dem komplett eingestürzten Sunnydale retten.
Nun könnte Buffy ein neues Leben beginnen, denn neben Faith ist sie nicht mehr die einzige Jägerin auf der Welt.

### Comicfortsetzung
2007 begannen die Produzenten der Fernsehserie damit, diese in Comic-Form kanonisch fortzusetzen. Nach der 40 Ausgaben umfassenden 8. Staffel erschien ab Mitte 2012 eine 9. Staffel (25 Ausgaben). Seit März 2014 wird bereits eine 10. Staffel veröffentlicht.

#### Staffel 8
Ein Jahr nach der Zerstörung Sunnydales sind weltweit 1 800 Frauen und Mädchen mit den Kräften einer Jägerin ausgestattet. Buffy und ihre Verbündeten haben gemeinsam mit etwa 500 Jägerinnen, Hexen und anderen übernatürlichen Wesen ein globales Netz aus Jägerinnen-Kadern (den sogenannten „Squads“) aufgebaut, die unter Buffys und Xanders Regie zusammenarbeiten. Die Menschheit ist sich der Existenz der dämonischen Welt nunmehr bewusst. Buffy und ihre Jägerinnen haben inzwischen ebenfalls weltweite Bekanntheit erlangt; unter anderem durch diverse Bankraube, durch die sich die Organisation den Luxus hochmoderner Informationstechnik und Waffenausstattung sichert. Als Konsequenz wird Buffys Organisation von der US-Regierung, die um ihre Weltmachtstellung fürchtet, als internationale Terroristenvereinigung betrachtet und gejagt. Es ergeben sich auch innerhalb der eigenen Reihen Probleme mit abtrünnig gewordenen Jägerinnen, die eine Gefahr für die Organisation wie auch für unbeteiligte Zivilisten darstellen. Daneben scheint eine ominöse Gestalt namens Twilight einen persönlichen Feldzug gegen Buffy zu führen und verbündet sich mit dem US-Militär gegen sie.

#### Staffel 9
Nach der Zerstörung der Saat (engl. Seed) hat Buffy am Ende der 8. Staffel die menschliche Welt von allem übernatürlichen Einfluss abgeschnitten. Damit verbannte sie alle Magie aus der Welt und ließ damit ihre Freundin Willow als Hexe machtlos zurück. Zudem beendete Buffy auch die lange Reihe von Vampirjägerinnen, weshalb sie von den meisten übrigen Jägerinnen nunmehr gehasst wird. Buffy versucht, in San Francisco neu anzufangen, indem sie ein Studium aufnimmt und als Kellnerin in einem Coffee-Shop arbeitet. Von der Dämonenwelt kann sich Buffy dennoch nicht lösen und steht bald neuen Herausforderungen gegenüber: Ein Mann namens Severin besitzt die Fähigkeit, magischen Wesen wie die Jägerinnen es sind, ihrer Kräfte zu berauben und verbündet sich mit der abtrünnigen Jägerin Simone Doffler, um Buffy zu töten. Daneben muss Buffy um ihre angeschlagenen Freundschaften mit Xander und Willow kämpfen, die ihr die Mitschuld an Giles’ Tod am Ende der 8. Staffel sowie den Verlust von Magie in der Welt nicht verzeihen können. Willow begibt sich auf eine monatelange Odyssee durch verschiedene Dämonenwelten, um ihre Kräfte wiederzuerlangen. In London arbeiten Angel und Faith die Ereignisse der achten Buffy-Staffel wieder auf und verhindern gemeinsam eine erneute Apokalypse.

## Besetzung und Synchronisation
Die Serie wurde bei der Cinephon in Berlin vertont. Werner Böhnke schrieb die Dialogbücher der ersten Staffel, die Synchronbücher der restlichen Staffeln verfasste Martina Marx. Die Dialogregie wurde von Thomas Wolff geführt.

### Hauptdarsteller
| Rolle                                                                        | Schauspieler          | Hauptrolle (Staffeln) | Nebenrolle (Staffeln)                        | Synchronsprecher   |
| ---------------------------------------------------------------------------- | --------------------- | --------------------- | -------------------------------------------- | ------------------ |
| Buffy Anne Summers                                                           | Sarah Michelle Gellar | 1.01–7.22             |                                              | Nana Spier         |
| Willow Danielle Rosenberg                                                    | Alyson Hannigan       | 1.01–7.22             |                                              | Marie Bierstedt    |
| Alexander „Xander“ LaVelle Harris                                            | Nicholas Brendon      | 1.01–7.22             |                                              | Gerrit Schmidt-Foß |
| Rupert „Ripper“ Giles                                                        | Anthony Stewart Head  | 1.01–5.22             | 6.01, 6.04–6.08, 6.21–6.22, 7.01–7.22        | Thomas Nero Wolff  |
| Cordelia Chase                                                               | Charisma Carpenter    | 1.01–3.22             |                                              | Schaukje Könning   |
| „Angel“ / (Angelus) Liam von Galway / Die Geißel Europas / Der Engelsgleiche | David Boreanaz        | 2.01–3.22             | 1.01–1.12, 4.08, 4.20, 5.07, 5.17, 7.21–7.22 | Boris Tessmann     |
| Daniel „Oz“ Osborne                                                          | Seth Green            | 3.01–4.06             | 2.04–2.22, 4.19, 4.22                        | Santiago Ziesmer   |
| Spike (William der Blutige; William Pratt)                                   | James Marsters        | 4.07–7.22             | 2.03–2.22, 3.08, 4.03, 4.06                  | David Nathan       |
| Riley Finn                                                                   | Marc Blucas           | 4.11–5.10             | 4.01–4.10, 6.15                              | Peter Flechtner    |
| Anya Christina Emmanuella Jenkins (Anyanka/Aud)                              | Emma Caulfield        | 5.01–7.22             | 3.09–4.22                                    | Dascha Lehmann     |
| Dawn Summers                                                                 | Michelle Trachtenberg | 5.02–7.22             | 5.01                                         | Ilona Brokowski    |
| Tara Maclay                                                                  | Amber Benson          | 6.19                  | 4.10–6.18, 6.20                              | Ranja Bonalana     |

### Nebendarsteller
| Rolle                              | Schauspieler         | Synchronsprecher             | Nebenrolle                                                                | Episodenzahl |
| ---------------------------------- | -------------------- | ---------------------------- | ------------------------------------------------------------------------- | ------------ |
| Joyce Summers                      | Kristine Sutherland  | Andrea Aust                  | 1.01–5.17, 5.21, 6.17, 7.07, 7.10                                         | 59           |
| Jonathan Levinson                  | Danny Strong         | Albert Obitz                 | 2.04–3.22, 4.17, 6.04–6.22, 7.07, 7.09, 7.14, 7.16                        | 28           |
| Andrew Wells                       | Tom Lenk             | Sebastian Schulz             | 6.04–6.22, 7.07–7.22                                                      | 26           |
| Faith Lehane                       | Eliza Dushku         | Carola Ewert / Anna Carlsson | 3.03–3.22, 4.15–4.16, 7.18–7.22                                           | 20           |
| Direktor Snyder                    | Armin Shimerman      | Klaus Jepsen                 | 1.09–3.22, 4.22                                                           | 19           |
| Drusilla                           | Juliet Landau        | Victoria Sturm               | 2.03–2.22, 5.07, 5.14, 7.01, 7.10, 7.17                                   | 17           |
| Harmony Kendall                    | Mercedes McNab       | Gundi Eberhard               | 1.02, 1.11, 2.12, 2.15, 3.09, 3.21–3.22, 4.03, 4.07–4.08, 4.22–5.07, 5.14 | 16           |
| Warren Mears                       | Adam Busch           | Julien Haggége               | 5.15, 5.18, 6.04–6.20, 7.01, 7.07, 7.09, 7.13, 7.16                       | 16           |
| Jenny Calendar                     | Robia La Morte       | Franziska Pigulla            | 1.08–2.15, 2.22, 3.10                                                     | 14           |
| Bürgermeister Richard Wilkins III. | Harry Groener        | Norbert Gescher              | 3.05–3.22, 4.15, 7.01, 7.20                                               | 14           |
| Direktor Robin Wood                | D.B. Woodside        | Michael Deffert              | 7.01–7.22                                                                 | 14           |
| Benjamin „Ben“ Wilkinson           | Charlie Weber        | Marius Clarén                | 5.04–5.22                                                                 | 14           |
| Kennedy                            | Iyari Limon          | Tanja Geke                   | 7.10–7.22                                                                 | 13           |
| Glory                              | Clare Kramer         | Bianca Krahl                 | 5.05–5.22, 7.01                                                           | 13           |
| Graham Miller                      | Bailey Chase         | Matthias Hinze               | 4.07–4.21, 5.04, 5.09, 5.10                                               | 13           |
| Forrest Gates                      | Leonard Roberts      | Simon Jäger                  | 4.07–4.21                                                                 | 12           |
| Amanda                             | Sarah Hagan          | Jill Schulz                  | 7.04, 7.12–7.22                                                           | 10           |
| Maggie Walsh                       | Lindsay Crouse       | Anke Reitzenstein            | 4.01–4.14, 4.21                                                           | 10           |
| Adam                               | George Hertzberg     | Tilo Schmitz                 | 4.12–4.22, 7.01                                                           | 9            |
| Wesley Wyndam-Price                | Alexis Denisof       | Oliver Feld                  | 3.14–3.22                                                                 | 9            |
| Amy Madison                        | Elizabeth Anne Allen | Andrea Kathrin Loewig        | 1.03, 2.16, 3.11, 4.09, 6.09–6.10, 6.12, 7.13                             | 8            |
| Der Meister                        | Mark Metcalf         | Hans Teuscher                | 1.01–1.12, 2.01, 3.09, 3.16, 7.01                                         | 8            |
| Darla                              | Julie Benz           | Uschi Hugo                   | 1.01–1.02, 1.07, 2.21, 5.07                                               | 5            |
| Larry Blaisdell                    | Larry Bagby          | Dennis Schmidt-Foß           | 2.06, 2.15, 3.01, 3.18, 3.22                                              | 6            |
| Hank Summers                       | Dean Butler          | Stefan Gossler               | 1.10, 2.01, 2.21, 5.21, 6.17                                              | 5            |
| Collin „Der Gesalbte“              | Andrew J. Ferchland  | Nicolás Artajo               | 1.05–2.03                                                                 | 5            |
| Caleb                              | Nathan Fillion       | Johannes Berenz              | 7.18–7.22                                                                 | 5            |
| Ethan Rayne                        | Robin Sachs          | Eberhard Prüter              | 2.06, 2.08, 3.06, 4.12                                                    | 4            |
| Kendra Young                       | Bianca Lawson        | Daniela Reidies              | 2.09–2.10, 2.21                                                           | 3            |

Anmerkungen

## Comics
Da Buffy als Serie schnell erfolgreich wurde, kam man bei Dark Horse auf die Idee, Comics zu der Serie zu veröffentlichen. Anfangs waren dies recht einfach gestrickte Zusatzgeschichten, die parallel zur Serie liefen. Die Comics kamen recht gut bei den Fans an, was Dark Horse dazu veranlasste, die Drehbuchautoren der Fernsehepisoden an Bord zu holen. Doug Petrie, Jane Espenson und Joss Whedon selbst veröffentlichten unter anderem Comic-Mini-Serien. Mit dem Wechsel des Autors bei der regulären Monatsserie zu Tom Fassbender griffen die Geschichten immer tiefer in die Handlung der Serie ein. Die Comics wurden zur Ergänzung der Serie und berichteten dem Zuschauer, was zwischen den einzelnen Episoden passierte. Nach dem Jubiläum mit Heft 50 begannen Fabian Nicieza (Fantastic Four) und Scott Lobdell (X-Men), der schon ab Heft 48 die Serie übernahm, den Film mit der Serie zu verbinden. Die Comics 51 bis 64 erzählen, wie Angel sich in Buffy verliebte und warum Buffy sich von ihrem Filmfreund Pike trennte. Die Eltern von Buffy fanden heraus, dass Buffy Vampire jagt und sperrten sie in eine Psychiatrie. Die Ausgabe, in der sich die Eltern von Buffy scheiden ließen und nach Sunnydale zogen, ist auch die letzte der Serie. Passenderweise hieß diese Geschichte „A Stake to the Heart“.
Nicht nur die Geschichten von Buffy wurden in den Comics weitererzählt. Auch Nebencharaktere wie Oz, Willow und Tara, Jonathan oder Angel erschienen als Sonderausgaben. In den Serien „Tales of the Slayer“ und „Tales of the Vampire“ werden auch die Hintergründe anderer Jägerinnen und Vampire aus der Historie und Zukunft erzählt. Zur Jägerin der Zukunft Fray schrieb Joss Whedon eine eigene achtteilige Miniserie. Etwa die ersten 25 Ausgaben der Hauptserie sowie eine Miniserie erschienen in Deutschland beim Carlsen Verlag. Dieser stellte die Serie allerdings nach 30 Heften ein. Ein Versuch von Cross Cult, die Serie wiederzubeleben scheiterte mangels Leserinteresse.
Seit März 2007 wurde die Fernsehserie mit der 8. Staffel in Comicform fortgesetzt. Der Comic schließt dort an, wo die Serie aufgehört hat, und erscheint in mehreren Sprachen. Die deutsche Übersetzung erscheint im Panini Verlag. Verfasst wurden die Folgen teilweise von früheren Autoren der Serie, darunter auch von Joss Whedon selbst. Zudem veröffentlicht der Panini Verlag auch ältere, teils schon bei Carlsen erschienene, Geschichten in Sammelbänden.

## Romane und Academia
Neben den Comics erschienen noch eine Reihe von Romanen zur Serie. Diese wurden teilweise auch in Deutschland beim VGS Verlag veröffentlicht. In den USA erschien auch noch ein monatliches Buffy-Magazin mit Hintergrundinfos zur Serie und den Schauspielern. Hintergrundinfos und Interpretationen erschienen auch in diversen Sachbüchern.
Die Serie hat auch einige deutsche geisteswissenschaftliche Monografien und Essays beeinflusst.  Auch akademische Kurse wie „Buffy Studies“ werden an einigen Universitäten angeboten. Zudem gibt es die Zeitschrift Slayage um die herum alle zwei Jahre die gleichnamige „Slayage-Conference“ stattfindet und das Journal mit dem Namen Watcherjunior in der sich eine ganze Reihe kulturwissenschaftlicher Beiträge zum Buffy- und Whedonverse finden. Den aktuellsten Überblick über die Texte der „Buffy-Studies“ bieten Alysa Hornick und Don Macnaughtan.

## Durch Buffy inspirierte Werke
Angels Seele wurde durch einen Zigeunerfluch wiederhergestellt; seitdem wird er von der Schuld für sein Töten während 150 Jahren geplagt. Der Charakter des Angel war so beliebt, dass er eine eigene Serie bekam, Angel – Jäger der Finsternis.
Weiterhin gibt es noch zwei geplante Fernsehserien (eine Zeichentrickserie und eine BBC-Serie) und Fan-Fiction.
Aufgrund des Erfolges von Buffy wurden weitere „mystische“ Serien auf den Markt gebracht, das beste Beispiel hierfür ist Charmed – Zauberhafte Hexen. (In welcher sich von der Figur Phoebe in Der Folge „Ein Geist, Zwei Schwestern“ (Originaltitel: The Power of Two) eine Anspielung zu Buffy finden lässt.) Auch Smallville, das die Geschichte des jungen Superman erzählt, ist stark von Buffy geprägt. Smallville kam in den Sendebetrieb von The WB Television Network, um Buffy zu ersetzen. Die ersten Folgen und die Rollenverteilung der Charaktere weisen inhaltliche Parallelen auf. In der 5. und 7. Staffel spielt James Marsters (der in Buffy Spike verkörperte) einen der mysteriösen Haupt-Charaktere, Professor Milton Fine / Brainiac. In der Folge Schwarze Schwestern (Originaltitel Thirst) wurde eine Vampirin mit dem (in der Serie bereits als „fiktiv“ bezeichneten) Namen „Buffy Sanders“ benannt. Ironischerweise werden die Vampirinnen schlussendlich durch einen Hinweis von Fine zur Strecke gebracht. Auch einige Autoren wie Drew Goddart oder Steve DeKnight wechselten zu Smallville.
Laut Zeenat Burns (für Metacritic) wurde auch die israelische Teenager-Vampir-Drama-Serie Hatsuya (englisch: Split) durch Buffy geprägt. So ist, wie bei Buffy, ein Trenchcoat tragender „Bad Boy“ Vampir unter den Hauptcharakteren. Auch der beste Freund der Hauptcharakterin wurde durch den Buffy Charakter Xander inspiriert. Dieser hat sich ebenfalls in die Hauptcharakterin verliebt. Weitere Gemeinsamkeiten sind der Highschool Hintergrund der Serie und der Schulleiter, der den Hauptcharakteren das Leben schwer macht. Außerdem wird die Hauptfigur Ella Rozen, ähnlich wie Buffy, mit einer völlig neuen übernatürlichen Welt konfrontiert. Sie soll die Verantwortung übernehmen, zwischen Vampiren und Menschen vermitteln. Sie ist die Einzige, die diesen Job übernehmen kann. Dabei will sie, genau wie Buffy, lieber ein völlig normales Highschool Leben führen. Außerdem treten in Hatsuya ebenfalls Vampire und Dämonen auf, wenngleich die Vampire in Hatsuya nicht seelenlos sind.
Ehemalige Buffy-Autoren verfassen Drehbücher für bekannte Serien. So schreiben und schrieben zum Beispiel Jane Espenson für Gilmore Girls und O.C., California, David Fury für Lost und 24.
Eine weitere indirekte Nachfolgeserie ist Veronica Mars, auch wenn es dort keine Mystery-Elemente gibt. Veronica ermittelt aber oft an ihrer Highschool, ähnlich wie die Scoobies in den ersten drei Staffeln. Zudem lobt Joss Whedon Veronica Mars als „beste Serie aller Zeiten“ und hat sogar einen Gastauftritt, ebenso wie Alyson Hannigan und Charisma Carpenter.
Die deutsche Hörspielserie „Faith – the Van Helsing Chronicles“ der R&B-Company hat inhaltlich nichts mit Buffy zu tun, ist allerdings von Buffy inspiriert. Die Sprecher sind oftmals auch die Synchronsprecher von Buffy-Charakteren.
Auch die neue Serie von Doctor Who (ab 2005), sowie deren Ableger Torchwood und Class wurden stark durch Buffy inspiriert. Einige der Macher, darunter Russell T Davies, waren Fans der Serie. Für den Neunten Doctor suchte Russell T Davies eine Begleiterin im Buffy-Style.  Einige der Figuren und Hintergrundgeschichten von Doctor Who sind denen von Buffy sehr ähnlich. Der Buffy Comiczeichner Georges Jeanty glaubt, dass die Doctor Who Figur Jenny eine Hommage von Russell T Davies an Buffy war. So zeichnete er im Buffy, im Comic Nummer 32 der achten Staffel, in derselben Kleidung, wie Jenny. Darüber hinaus erinnern einige der Außerirdischen Kritiker stark an die Dämonen in Buffy. Das britische Magazin Radio Times veröffentlichte im März 2017 eine Liste von Ereignissen, die die Leser glauben lassen könnten, dass Doctor Who im selben Serienuniversum wie Buffy spielt. In der Liste wurden Vorkommnisse, Außerirdische, Dämonen und andere Gegenspieler verglichen. Russell T Davies erklärte ebenfalls, dass er mit Torchwood einen Doctor Who Ableger im Stil von Angel – Jäger der Finsternis starten wollte. Das Doctor Who Spin off Class wurde von den Machern als britisches Buffy bezeichnet.

## Neuverfilmung
Fran Rubel Kuzui und Kaz Kuzui arbeiteten an einer Neuverfilmung des Filmes, welcher bei Erfolg zu einer Serie hätte führen sollen. Der neue Film sollte düsterer und ernster werden und ein deutlich größeres Budget haben, als die etwa sieben Millionen Dollar des Originals. Eine Beteiligung von Joss Whedon wurde anfangs nicht ausgeschlossen.
Am 22. November 2010 gaben Warner Bros. offiziell bekannt, dass sie die Rechte an der Filmfassung von den Kuzuis erworben und eine Neuverfilmung beauftragt hätten. Charles Roven und Steve Alexander (Atlas Entertainment) sollten den Film zusammen mit Doug Davison und Roy Lee (Vertigo Entertainment) produzieren.
Joss Whedon, der Drehbuchautor der ersten Verfilmung und Erfinder der Fernsehserie, ist nicht beteiligt. Er äußerte sich kritisch zu dem Projekt. Das Drehbuch hätte von der Schauspielerin Whit Anderson geschrieben werden sollen. Ende 2011 wurde jedoch bekannt, dass ihr Entwurf vom Sommer desselben Jahres zuerst massiv kritisiert und später abgelehnt worden war.
Im Juli 2018 gab man nun bekannt, eine Serie zu produzieren, die im selben Universum spielt, wie Buffy.
Inzwischen aber liegt das Projekt „bis auf weiteres auf Eis“. Die Gründe hierfür sind nicht wirklich erkennbar.

## Videospiele
August 2002 erschien das Action-Adventure Buffy the Vampire Slayer für die Xbox. Der Spieler steuert die Spielfigur Buffy durch düstere Szenarien und kämpft gegen unterschiedliche Monster. Im darauffolgenden Jahr veröffentlichte Vivendi die Fortsetzung Buffy – Chaos Bleeds für die jeweiligen Konsolen (Xbox, PlayStation 2, GameCube).
Zudem gibt es ein Jump-’n’-Run-Adventure mit dem Namen Buffy The Vampire Slayer für den Game Boy Color sowie ein weiteres Jump ’n’ Run für den Game Boy Advance namens Buffy im Bann der Dämonen – König Darkhuls Zorn.
Für den Nintendo DS erschien ebenfalls ein Spiel namens Buffy im Bann der Dämonen – Opfer (Buffy the Vampire Slayer – Sacrifice).